# Morti nel 1982
| Questa pagina contiene informazioni ricavate automaticamente dalle voci biografiche con l'ausilio del template Bio e di un bot. L'aggiornamento è periodico e automatico e ricostruisce completamente la pagina. Se manca una persona in questa lista, sei pregato di non aggiungerla, ma accertati piuttosto che la sua voce biografica contenga il template Bio e che i dati anagrafici siano correttamente compilati. Se il template Bio manca, inseriscilo tu stesso o, in alternativa, metti l'avviso {{tmp\|Bio}} che ne segnala la mancanza. Se i dati riportati sono sbagliati, correggi direttamente la voce biografica; le modifiche saranno visibili in questa lista entro pochi giorni. Per chiarimenti vedi il progetto biografie. La lista contiene solo le 1.291 persone che sono citate nell'enciclopedia e per le quali è stato implementato correttamente il template Bio. Pagina aggiornata al 18 ago 2025. |

## Gennaio(97)
- 1º gennaio - Paul Belmondo, scultore francese (n. 1898)
- 1º gennaio - Estella Blain, attrice e cantante francese (n. 1930)
- 1º gennaio - Victor Buono, attore e comico statunitense (n. 1938)
- 1º gennaio - Margot Grahame, attrice britannica (n. 1911)
- 1º gennaio - Emilio Rancilio, calciatore italiano (n. 1913)
- 2 gennaio - Victor Fontan, ciclista su strada francese (n. 1892)
- 2 gennaio - Fred Harman, fumettista e animatore statunitense (n. 1902)
- 2 gennaio - Tomás Hernández Burillo, calciatore spagnolo (n. 1930)
- 3 gennaio - Heidi Blomstedt, artista finlandese (n. 1911)
- 3 gennaio - Fritz Laband, calciatore tedesco (n. 1925)
- 3 gennaio - Tommaso Leccisotti, presbitero, storico e archivista italiano (n. 1895)
- 3 gennaio - Étienne Onimus, cestista francese (n. 1907)
- 3 gennaio - Edward Russell, XXVI barone de Clifford, nobile britannico (n. 1907)
- 4 gennaio - Konrad Granström, ginnasta svedese (n. 1900)
- 4 gennaio - Gorilla Jones, pugile statunitense (n. 1906)
- 4 gennaio - Eugenio Montuori, architetto italiano (n. 1907)
- 4 gennaio - Wykeham Cornwallis, II barone Cornwallis, ufficiale inglese (n. 1892)
- 5 gennaio - Giuseppe Bogoni, politico e antifascista italiano (n. 1907)
- 5 gennaio - Hans Conried, attore, comico e doppiatore statunitense (n. 1917)
- 5 gennaio - Harvey Lembeck, attore statunitense (n. 1923)
- 6 gennaio - Alfredo Amatucci, politico italiano (n. 1907)
- 6 gennaio - Athos Bertacchini, calciatore italiano (n. 1903)
- 6 gennaio - Kurt Ettinger, schermidore austriaco (n. 1901)
- 6 gennaio - Albert Meister, sociologo svizzero (n. 1927)
- 8 gennaio - Grégoire Aslan, attore armeno (n. 1908)
- 8 gennaio - Gontrano Innocenti, calciatore italiano (n. 1903)
- 8 gennaio - Joseph O'Connor, pallanuotista irlandese (n. 1904)
- 8 gennaio - Reta Shaw, attrice statunitense (n. 1912)
- 9 gennaio - Friedrich Ahlfeld, alpinista e geologo tedesco (n. 1892)
- 9 gennaio - Araldo Caprili, calciatore italiano (n. 1920)
- 9 gennaio - Vido Musso, sassofonista e clarinettista italiano (n. 1913)
- 10 gennaio - Fritz Bräun, lottatore e sollevatore tedesco (n. 1903)
- 10 gennaio - Antonino Francaviglia, medico italiano (n. 1902)
- 10 gennaio - Mohammed Helmy, medico egiziano (n. 1901)
- 10 gennaio - Secondo Lanfranco, calciatore italiano (n. 1910)
- 10 gennaio - Paul Lynde, attore e comico statunitense (n. 1926)
- 11 gennaio - Pietro Cocolin, arcivescovo cattolico italiano (n. 1920)
- 11 gennaio - Enrique Flamini, dirigente sportivo, allenatore di calcio e calciatore argentino (n. 1917)
- 11 gennaio - Jirō Horikoshi, ingegnere aeronautico giapponese (n. 1903)
- 11 gennaio - Riccardo Pallottini, direttore della fotografia italiano (n. 1908)
- 12 gennaio - Emilio Barucco, calciatore italiano (n. 1896)
- 13 gennaio - Francesco Borrelli, carabiniere italiano (n. 1941)
- 13 gennaio - Marcel Camus, regista cinematografico francese (n. 1912)
- 14 gennaio - Ragnar Nikolay Larsen, allenatore di calcio e calciatore norvegese (n. 1925)
- 15 gennaio - Stewart Barrett, pallanuotista irlandese (n. 1901)
- 15 gennaio - Marcel Francisci, mafioso e politico francese (n. 1919)
- 15 gennaio - Giorgio Sallustio Rossi, pittore e decoratore italiano (n. 1891)
- 16 gennaio - Ramón J. Sender, scrittore spagnolo (n. 1901)
- 17 gennaio - Juan O'Gorman, pittore e architetto messicano (n. 1905)
- 17 gennaio - Varlam Tichonovič Šalamov, scrittore, poeta e giornalista sovietico (n. 1907)
- 17 gennaio - Nino Veglia, attore e impresario teatrale italiano (n. 1922)
- 17 gennaio - Osvaldo Zubeldía, allenatore di calcio e calciatore argentino (n. 1927)
- 18 gennaio - Huang Xianfan, storico, etnologo e antropologo cinese (n. 1899)
- 19 gennaio - Massimo Barbieri, criminale italiano (n. 1951)
- 19 gennaio - Elis Regina, cantante brasiliana (n. 1945)
- 19 gennaio - Roy Goodall, calciatore inglese (n. 1902)
- 19 gennaio - Giuseppe Puglioli, calciatore italiano (n. 1905)
- 19 gennaio - Leopold Trepper, attivista polacco (n. 1904)
- 19 gennaio - Fritz Wetzel, calciatore tedesco (n. 1894)
- 19 gennaio - Marya Zaturenska, poetessa ucraina (n. 1902)
- 20 gennaio - Jack Barker, calciatore e allenatore di calcio inglese (n. 1906)
- 20 gennaio - Marc Demeyer, ciclista su strada belga (n. 1950)
- 20 gennaio - Viktor Hierländer, calciatore austriaco (n. 1900)
- 20 gennaio - Giovanni Parente, politico italiano (n. 1910)
- 21 gennaio - Elvio Banchero, calciatore italiano (n. 1904)
- 21 gennaio - Giorgio De Sanctis, partigiano italiano (n. 1921)
- 21 gennaio - Ned Irish, giornalista e dirigente sportivo statunitense (n. 1905)
- 21 gennaio - H. D. F. Kitto, grecista britannico (n. 1897)
- 21 gennaio - Giuseppe Savastano, carabiniere italiano (n. 1961)
- 21 gennaio - Euro Tarsilli, carabiniere italiano (n. 1962)
- 21 gennaio - Hans Tröger, generale tedesco (n. 1896)
- 22 gennaio - Salve D'Esposito, compositore e direttore d'orchestra italiano (n. 1903)
- 22 gennaio - Alfons Dorfner, canoista austriaco (n. 1911)
- 22 gennaio - Penelope Dudley-Ward, attrice britannica (n. 1914)
- 22 gennaio - Eduardo Frei Montalva, avvocato e politico cileno (n. 1911)
- 22 gennaio - Robert Pavlicek, calciatore austriaco (n. 1911)
- 23 gennaio - Hope Hampton, attrice e cantante statunitense (n. 1897)
- 23 gennaio - Bjarne Johnsen, dirigente sportivo e calciatore norvegese (n. 1897)
- 24 gennaio - Karol Borsuk, matematico polacco (n. 1905)
- 24 gennaio - Alfredo Ovando Candia, politico e generale boliviano (n. 1918)
- 25 gennaio - Pierre Canivet, giocatore di curling francese (n. 1890)
- 25 gennaio - Michail Andreevič Suslov, politico sovietico (n. 1902)
- 27 gennaio - Guido Colonna di Paliano, diplomatico italiano (n. 1908)
- 27 gennaio - Giulia Giovannelli, scrittrice e poetessa italiana (n. 1904)
- 27 gennaio - Colin M. Kraay, numismatico britannico (n. 1918)
- 28 gennaio - Elisabeth Chaplin, pittrice francese (n. 1890)
- 28 gennaio - Malcolm Moos, docente statunitense (n. 1916)
- 29 gennaio - Félix Labisse, pittore francese (n. 1905)
- 29 gennaio - Ugo Mursia, editore italiano (n. 1916)
- 29 gennaio - Hironori Ōtsuka, maestro di karate giapponese (n. 1892)
- 29 gennaio - Palden Thondup Namgyal, indiano (n. 1923)
- 30 gennaio - Uno Gera, scultore italiano (n. 1890)
- 30 gennaio - Stanley Holloway, attore britannico (n. 1890)
- 30 gennaio - Lightnin' Hopkins, cantante e chitarrista statunitense (n. 1912)
- 30 gennaio - Oskar Merkt, calciatore svizzero (n. 1894)
- 30 gennaio - Frances O'Connor, attrice statunitense (n. 1914)
- 30 gennaio - Hans Hermann Schaufuß, attore tedesco (n. 1893)

## Febbraio(84)
- 1º febbraio - Giovanni Bottonelli, politico e partigiano italiano (n. 1910)
- 1º febbraio - Raffaele Campelli, vescovo cattolico italiano (n. 1887)
- 1º febbraio - Amzie Moore, attivista statunitense (n. 1911)
- 2 febbraio - Gemma Bosini, soprano italiano (n. 1890)
- 2 febbraio - György Debrödy, militare e aviatore ungherese (n. 1921)
- 2 febbraio - Paulino Frydman, scacchista polacco (n. 1905)
- 2 febbraio - Jacque Mercer, modella statunitense (n. 1931)
- 2 febbraio - Cesarina Valobra, soprano italiano (n. 1901)
- 3 febbraio - Valdo Magnani, politico italiano (n. 1912)
- 4 febbraio - Sue Carol, attrice statunitense (n. 1906)
- 4 febbraio - Alex Harvey, musicista e cantante scozzese (n. 1935)
- 4 febbraio - Georg Konrad Morgen, magistrato e militare tedesco (n. 1909)
- 4 febbraio - Fritz Schmidt, militare tedesco (n. 1906)
- 4 febbraio - Cesare Augusto Tallone, liutaio italiano (n. 1895)
- 5 febbraio - Antero Ojala, pattinatore di velocità su ghiaccio finlandese (n. 1916)
- 5 febbraio - Viliam Záborský, attore slovacco (n. 1920)
- 6 febbraio - Ivan Gajer, calciatore croato (n. 1909)
- 6 febbraio - Ben Nicholson, pittore britannico (n. 1894)
- 6 febbraio - Frank Wilde, tennista e tennistavolista britannico (n. 1911)
- 7 febbraio - Alis Levi, pittrice e scrittrice inglese (n. 1884)
- 7 febbraio - Joseph Reinhardt, chitarrista belga (n. 1912)
- 7 febbraio - Stefano Santamaria, calciatore italiano (n. 1904)
- 8 febbraio - Giuseppe De Luigi, pittore italiano (n. 1908)
- 8 febbraio - Neal Harris, cestista, allenatore di pallacanestro e giocatore di baseball statunitense (n. 1906)
- 8 febbraio - Henry Sturgis Morgan, banchiere statunitense (n. 1900)
- 8 febbraio - Hermann Rauschning, politico e saggista tedesco (n. 1887)
- 9 febbraio - Marthe Richard, agente segreta e politica francese (n. 1889)
- 9 febbraio - Lauri Virtanen, mezzofondista e maratoneta finlandese (n. 1904)
- 10 febbraio - Helen Dukas, biografa tedesca (n. 1896)
- 10 febbraio - Paul Samson, nuotatore e pallanuotista statunitense (n. 1905)
- 11 febbraio - Rudolf Fabry, poeta, scrittore e giornalista slovacco (n. 1915)
- 11 febbraio - Renato Gnocchi, politico italiano (n. 1921)
- 11 febbraio - Andreas Knudsen, velista e canottiere norvegese (n. 1887)
- 11 febbraio - Eleanor Powell, attrice e ballerina statunitense (n. 1912)
- 11 febbraio - Takashi Shimura, attore giapponese (n. 1905)
- 12 febbraio - Victor Jory, attore canadese (n. 1902)
- 13 febbraio - Giovanni Borghetti, calciatore italiano (n. 1900)
- 13 febbraio - Giovanni Palmieri, tennista italiano (n. 1906)
- 13 febbraio - Frank Séchehaye, calciatore e allenatore di calcio svizzero (n. 1907)
- 13 febbraio - Zeng Jinlian, cinese (n. 1964)
- 14 febbraio - Antonio Casas, attore spagnolo (n. 1911)
- 14 febbraio - Tom Patterson, cestista statunitense (n. 1948)
- 14 febbraio - W. Lee Wilder, sceneggiatore, produttore cinematografico e regista austriaco (n. 1904)
- 15 febbraio - Vincenzo Palumbo, politico italiano (n. 1899)
- 15 febbraio - Ivan Thys, calciatore belga (n. 1897)
- 16 febbraio - Alejandro de los Santos, calciatore argentino (n. 1902)
- 16 febbraio - Jack Kiley, cestista statunitense (n. 1929)
- 16 febbraio - Carlo Rivolta, giornalista italiano (n. 1949)
- 16 febbraio - Frank Wels, calciatore olandese (n. 1909)
- 17 febbraio - Renato Brighenti, calciatore italiano (n. 1922)
- 17 febbraio - Nestor Chylak, arbitro di baseball statunitense (n. 1922)
- 17 febbraio - Wolfgang Junginger, sciatore alpino tedesco (n. 1951)
- 17 febbraio - Thelonious Monk, pianista e compositore statunitense (n. 1917)
- 17 febbraio - Lee Strasberg, attore e regista teatrale austro-ungarico (n. 1901)
- 18 febbraio - Ngaio Marsh, scrittrice e regista teatrale neozelandese (n. 1895)
- 18 febbraio - Nathaniel Shilkret, clarinettista, compositore e direttore d'orchestra statunitense (n. 1889)
- 20 febbraio - Jim Bradley, cestista statunitense (n. 1952)
- 20 febbraio - René Dubos, biologo e filosofo francese (n. 1901)
- 21 febbraio - Murray the K, conduttore radiofonico e disc jockey statunitense (n. 1922)
- 21 febbraio - Gershom Scholem, filosofo e teologo tedesco (n. 1897)
- 22 febbraio - Clemente Caccianiga, cestista e rugbista a 15 italiano (n. 1903)
- 22 febbraio - Josh Malihabadi, poeta indiano (n. 1894)
- 23 febbraio - Leonid Spirin, marciatore sovietico (n. 1932)
- 23 febbraio - Claudio Vannicola, mafioso italiano (n. 1947)
- 24 febbraio - Virginia Bruce, attrice statunitense (n. 1910)
- 24 febbraio - Ignacio Calle, calciatore colombiano (n. 1930)
- 25 febbraio - Yuen Ren Chao, linguista e poeta cinese (n. 1892)
- 25 febbraio - Ilse Fehling, costumista e scultrice tedesca (n. 1896)
- 25 febbraio - Gottfried Fuchs, calciatore tedesco (n. 1889)
- 25 febbraio - Walter Kaiser, calciatore tedesco (n. 1907)
- 25 febbraio - Giancarlo Marmori, scrittore e giornalista italiano (n. 1926)
- 25 febbraio - Christian Schad, pittore tedesco (n. 1894)
- 25 febbraio - Pere Solé, calciatore spagnolo (n. 1905)
- 26 febbraio - Felice Chilanti, partigiano, giornalista e scrittore italiano (n. 1914)
- 26 febbraio - Teinosuke Kinugasa, regista e sceneggiatore giapponese (n. 1896)
- 26 febbraio - Francisco Martínez Soria, attore spagnolo (n. 1902)
- 26 febbraio - Augusto Maria Sisson, calciatore brasiliano (n. 1894)
- 26 febbraio - Gabor Szabo, chitarrista ungherese (n. 1936)
- 27 febbraio - Carlo Bisi, illustratore, pittore e disegnatore italiano (n. 1890)
- 27 febbraio - Jurij Pavlovič Egorov, regista cinematografico sovietico (n. 1920)
- 27 febbraio - Henry Gage, VI visconte Gage, nobile irlandese (n. 1895)
- 27 febbraio - Camillo Rossi, attore, regista e scultore italiano (n. 1907)
- 28 febbraio - Anacleto Bendazzi, presbitero e enigmista italiano (n. 1883)
- 28 febbraio - Vincenzo Pernicone, filologo, lessicografo e italianista italiano (n. 1903)

## Marzo(108)
- 1º marzo - Frank Sargeson, scrittore neozelandese (n. 1903)
- 1º marzo - Alfredo Soressi, pittore e architetto italiano (n. 1897)
- 2 marzo - Vittorio Accornero de Testa, illustratore, pittore e scenografo italiano (n. 1896)
- 2 marzo - Philip K. Dick, scrittore statunitense (n. 1928)
- 2 marzo - József Zilisy, calciatore ungherese (n. 1899)
- 3 marzo - Sepp Bradl, saltatore con gli sci austriaco (n. 1918)
- 3 marzo - Vittorio Dalla Volta, matematico italiano (n. 1918)
- 3 marzo - Raymond Oliver Faulkner, egittologo britannico (n. 1894)
- 3 marzo - Sarah Ferrati, attrice italiana (n. 1909)
- 3 marzo - Ivy Gordon-Lennox, nobildonna inglese (n. 1887)
- 3 marzo - Sekine Kankotan, turca (n. 1922)
- 3 marzo - Georges Perec, scrittore francese (n. 1936)
- 3 marzo - Alan Villiers, navigatore, scrittore e fotografo australiano (n. 1903)
- 4 marzo - Willy Busch, calciatore tedesco (n. 1907)
- 4 marzo - Miguel Juárez, allenatore di calcio e calciatore argentino (n. 1931)
- 4 marzo - Douglas Kertland, canottiere canadese (n. 1887)
- 5 marzo - John Belushi, attore, cantante e comico statunitense (n. 1949)
- 5 marzo - Heinz Heck, zoologo e biologo tedesco (n. 1894)
- 5 marzo - Salah Nasr al-Nagumi, politico e militare egiziano (n. 1920)
- 5 marzo - Giuseppe Porelli, attore italiano (n. 1897)
- 6 marzo - Guido Artom, scrittore e curatore editoriale italiano (n. 1906)
- 6 marzo - Ayn Rand, scrittrice, filosofa e sceneggiatrice statunitense (n. 1905)
- 6 marzo - Gleb Zachodjakin, compositore di scacchi russo (n. 1912)
- 7 marzo - Ida Barney, astronoma statunitense (n. 1886)
- 7 marzo - Konrad Wolf, regista cinematografico e sceneggiatore tedesco (n. 1925)
- 8 marzo - Walter Plunkett, costumista statunitense (n. 1902)
- 9 marzo - Zvi Yehuda Kook, rabbino e educatore russo (n. 1891)
- 9 marzo - Åge Spydevold, calciatore norvegese (n. 1925)
- 9 marzo - Giorgio Tinazzi, ciclista su strada italiano (n. 1936)
- 9 marzo - Carmelo Trasselli, storico italiano (n. 1910)
- 9 marzo - Leonid Osipovič Utësov, cantante, direttore d'orchestra e attore sovietico (n. 1895)
- 10 marzo - Leonid Kmit, attore sovietico (n. 1908)
- 10 marzo - Erik Larsson, fondista svedese (n. 1912)
- 10 marzo - Tadj ol-Molouk, regina iraniana (n. 1896)
- 11 marzo - Edmund Cooper, autore di fantascienza inglese (n. 1926)
- 11 marzo - João Henrique, pugile brasiliano (n. 1946)
- 11 marzo - Nikolaj Petrovič Kamanin, aviatore e generale sovietico (n. 1908)
- 12 marzo - Tanio Boccia, regista e sceneggiatore italiano (n. 1911)
- 12 marzo - Jukka Rangell, politico e economista finlandese (n. 1894)
- 13 marzo - Amedeo Albertini, architetto italiano (n. 1916)
- 13 marzo - William Fairhurst, scacchista e ingegnere britannico (n. 1903)
- 13 marzo - Clodo Feltri, politico italiano (n. 1896)
- 13 marzo - Marlise Ludwig, attrice teatrale e attrice cinematografica tedesca (n. 1886)
- 13 marzo - Ottavio Prosciutti, filologo classico italiano (n. 1908)
- 14 marzo - Robert Eberan von Eberhorst, ingegnere e progettista austriaco (n. 1902)
- 15 marzo - Ennio Lorenzini, regista italiano (n. 1934)
- 15 marzo - Elis Wiklund, fondista svedese (n. 1909)
- 16 marzo - Antonio Milani, militare e marinaio italiano (n. 1895)
- 16 marzo - Walter Rangeley, velocista britannico (n. 1903)
- 17 marzo - Chandler House, montatore e attore statunitense (n. 1904)
- 18 marzo - Alfredo Agosta, militare italiano (n. 1933)
- 18 marzo - Vasilij Ivanovič Čujkov, generale e politico sovietico (n. 1900)
- 18 marzo - Theo Fitzau, pilota automobilistico tedesco (n. 1923)
- 18 marzo - George More O'Ferrall, regista, produttore televisivo e produttore cinematografico britannico (n. 1907)
- 18 marzo - Charles Rampelberg, pistard francese (n. 1909)
- 18 marzo - Rolf Steffenburg, velista svedese (n. 1886)
- 19 marzo - Alan Badel, attore britannico (n. 1923)
- 19 marzo - Randy Rhoads, chitarrista e compositore statunitense (n. 1956)
- 19 marzo - Ben Scharnus, cestista statunitense (n. 1917)
- 19 marzo - Christopher Joseph Weldon, vescovo cattolico statunitense (n. 1905)
- 20 marzo - Leonid Cypkin, scrittore e medico sovietico (n. 1926)
- 20 marzo - Salvador Molina, ciclista su strada spagnolo (n. 1914)
- 20 marzo - Marco Tulli, attore italiano (n. 1920)
- 20 marzo - Marietta Šaginjan, scrittrice sovietica (n. 1888)
- 21 marzo - Mazlum Doğan, politico curdo (n. 1955)
- 22 marzo - Karin Aurivillius, chimica e cristallografa svedese (n. 1920)
- 22 marzo - Nicolas Farkas, direttore della fotografia, sceneggiatore e regista ungherese (n. 1890)
- 22 marzo - Pericle Felici, cardinale e arcivescovo cattolico italiano (n. 1911)
- 22 marzo - Bob Foster, pilota motociclistico britannico (n. 1911)
- 23 marzo - Sonny Greer, batterista statunitense (n. 1895)
- 23 marzo - Mario Praz, saggista, anglista e scrittore italiano (n. 1896)
- 24 marzo - Ken Harris, animatore e regista statunitense (n. 1898)
- 25 marzo - Goodman Ace, comico e giornalista statunitense (n. 1899)
- 25 marzo - Carlos Falp, pallanuotista spagnolo (n. 1913)
- 25 marzo - Marie-Agnès de Gaulle, partigiana francese (n. 1889)
- 26 marzo - Vittorio Borghesi, musicista italiano (n. 1921)
- 26 marzo - Lisette de Brinon, francese (n. 1896)
- 26 marzo - Liana Del Balzo, attrice italiana (n. 1899)
- 26 marzo - Filip Hjulström, geografo svedese (n. 1902)
- 26 marzo - Bruno Knežević, allenatore di calcio e calciatore croato (n. 1915)
- 26 marzo - Sultan al-Atrash, rivoluzionario siriano (n. 1891)
- 27 marzo - Vittorio Marullo di Condojanni, diplomatico italiano (n. 1907)
- 27 marzo - Betty Schade, attrice tedesca (n. 1895)
- 27 marzo - Hubert Schiffer, prete e gesuita tedesco (n. 1915)
- 27 marzo - Leo Todeschini, militare italiano (n. 1916)
- 27 marzo - Giuseppe Tudisco, politico italiano (n. 1903)
- 28 marzo - William Francis Giauque, chimico statunitense (n. 1895)
- 28 marzo - Louis Grodecki, storico dell'arte francese (n. 1910)
- 28 marzo - Gastone Guidotti, diplomatico italiano (n. 1901)
- 28 marzo - Giuseppe Malaspina, marciatore e allenatore di atletica leggera italiano (n. 1910)
- 28 marzo - Mario Stua, calciatore e allenatore di calcio italiano (n. 1916)
- 29 marzo - Rudy Bond, attore statunitense (n. 1912)
- 29 marzo - Helene Deutsch, psicoanalista austriaca (n. 1884)
- 29 marzo - Walter Hallstein, politico tedesco (n. 1901)
- 29 marzo - Hector Heusghem, ciclista su strada belga (n. 1890)
- 29 marzo - Frederick George Mann, chimico britannico (n. 1897)
- 29 marzo - Carl Orff, compositore tedesco (n. 1895)
- 30 marzo - Dante Cleri, attore e cantante italiano (n. 1910)
- 30 marzo - Armando Filiput, ostacolista italiano (n. 1923)
- 30 marzo - Sergio Grieco, regista e sceneggiatore italiano (n. 1917)
- 30 marzo - Isabella Antonia von Croÿ, principessa tedesca (n. 1890)
- 30 marzo - Natale Menotti, partigiano e politico italiano (n. 1901)
- 30 marzo - Ruggero Tomaselli, botanico italiano (n. 1920)
- 30 marzo - Hassan al-Hakim, politico siriano (n. 1886)
- 31 marzo - Dave Clement, calciatore britannico (n. 1948)
- 31 marzo - Pone Kingpetch, pugile thailandese (n. 1935)
- 31 marzo - Joe Dundee, pugile statunitense (n. 1903)
- 31 marzo - Tonny van Lierop, hockeista su prato olandese (n. 1910)

## Aprile(94)
- 1º aprile - Aldo Semerari, psichiatra e criminologo italiano (n. 1923)
- 2 aprile - Rolando Anzilotti, critico letterario, politico e partigiano italiano (n. 1919)
- 2 aprile - Giuseppe Avondo Bodino, matematico italiano (n. 1920)
- 2 aprile - Sam Coslow, paroliere, compositore e editore statunitense (n. 1902)
- 2 aprile - Pedro Giachino, militare argentino (n. 1947)
- 2 aprile - Éva Kun, schermitrice ungherese (n. 1917)
- 2 aprile - Max de Vaucorbeil, regista francese (n. 1901)
- 3 aprile - Warren Oates, attore statunitense (n. 1928)
- 3 aprile - Arne Riberg, calciatore norvegese (n. 1909)
- 3 aprile - Brian Upson, cestista e allenatore di pallacanestro canadese (n. 1931)
- 3 aprile - Alfred G. Ward, ammiraglio statunitense (n. 1908)
- 4 aprile - Vittorio Bonello, calciatore e allenatore di calcio italiano (n. 1905)
- 4 aprile - Sverre Kvammen, calciatore norvegese (n. 1908)
- 4 aprile - Vince McGowan, cestista statunitense (n. 1913)
- 4 aprile - Alessandro Ronconi, latinista, filologo classico e traduttore italiano (n. 1909)
- 5 aprile - Tonino Fradelloni, calciatore italiano (n. 1907)
- 5 aprile - Roberto Passarin, calciatore italiano (n. 1934)
- 6 aprile - Gabriel Auphan, ammiraglio francese (n. 1894)
- 6 aprile - Sándor Fröhlich, calciatore ungherese (n. 1897)
- 6 aprile - Štefan Hoza, tenore, librettista e saggista slovacco (n. 1906)
- 6 aprile - Marie-Joseph Kampé de Fériet, matematico francese (n. 1893)
- 6 aprile - Gertrud Papendick, scrittrice e insegnante tedesca (n. 1890)
- 6 aprile - Pavel Alekseevič Rotmistrov, generale e politico sovietico (n. 1901)
- 7 aprile - Brenda Benet, attrice statunitense (n. 1945)
- 7 aprile - Harald Ertl, pilota automobilistico e giornalista austriaco (n. 1948)
- 7 aprile - Pio Turroni, anarchico italiano (n. 1906)
- 8 aprile - José Abraham Martínez Betancourt, vescovo cattolico messicano (n. 1903)
- 8 aprile - Romano Pascutto, poeta e partigiano italiano (n. 1909)
- 8 aprile - Katherine Rawls, nuotatrice e tuffatrice statunitense (n. 1918)
- 8 aprile - Burt Shevelove, drammaturgo, librettista e regista teatrale statunitense (n. 1915)
- 9 aprile - Kirill Pavlovič Florenskij, geologo e astronomo sovietico (n. 1915)
- 9 aprile - Robert Havemann, chimico tedesco (n. 1910)
- 9 aprile - Wilfrid Pelletier, direttore d'orchestra e pianista canadese (n. 1896)
- 10 aprile - Choe Hyon, generale e politico nordcoreano (n. 1907)
- 10 aprile - Vic Hanson, cestista, giocatore di football americano e allenatore di football americano statunitense (n. 1903)
- 12 aprile - Lenny Baker, attore statunitense (n. 1945)
- 12 aprile - August Claas, imprenditore tedesco (n. 1887)
- 12 aprile - Harry Storz, velocista e lunghista tedesco (n. 1904)
- 12 aprile - Maurice Ville, ciclista su strada francese (n. 1900)
- 13 aprile - Riccardo Billi, attore e doppiatore italiano (n. 1906)
- 13 aprile - Daciano Colbachini, ostacolista e imprenditore italiano (n. 1893)
- 13 aprile - Clara Frediani, soprano italiano (n. 1908)
- 13 aprile - Herbert Niiler, allenatore di pallacanestro estone (n. 1905)
- 15 aprile - Muḥammad ʿAbd al-Salām Faraj, teologo e terrorista egiziano (n. 1954)
- 15 aprile - Lino Pasquale Bonelli, critico d'arte, giornalista e poeta italiano (n. 1929)
- 15 aprile - Modere Bruneteau, hockeista su ghiaccio e allenatore di hockey su ghiaccio canadese (n. 1914)
- 15 aprile - Khalid al-Islambuli, terrorista e militare egiziano (n. 1955)
- 15 aprile - Arthur Lowe, attore britannico (n. 1915)
- 15 aprile - Louis de Guiringaud, politico francese (n. 1911)
- 16 aprile - Anatolij Nikolaevič Aleksandrov, compositore e pianista russo (n. 1888)
- 16 aprile - Orio Giacchi, giurista italiano (n. 1909)
- 16 aprile - Joseph Peckover, compositore di scacchi statunitense (n. 1896)
- 17 aprile - Maximiliane Ackers, attrice e scrittrice tedesca (n. 1896)
- 17 aprile - Eugène Canseliet, scrittore e alchimista francese (n. 1899)
- 17 aprile - Umberto Dadone, allenatore di calcio italiano (n. 1904)
- 17 aprile - Massimo Dursi, giornalista, scrittore e commediografo italiano (n. 1902)
- 17 aprile - Antonio Mancini, politico italiano (n. 1915)
- 19 aprile - Franco Corsaro, attore italiano (n. 1900)
- 19 aprile - Manuel Nogueras Carretero, calciatore spagnolo (n. 1903)
- 19 aprile - Alfonso Rosanova, mafioso italiano (n. 1928)
- 20 aprile - Franz Köhler, allenatore di calcio e calciatore austriaco (n. 1901)
- 20 aprile - Archibald MacLeish, poeta e drammaturgo statunitense (n. 1892)
- 20 aprile - Franco Marquicias, cestista filippino (n. 1905)
- 20 aprile - Giulio Palmonella, pentatleta italiano (n. 1919)
- 21 aprile - Boris Andreev, attore sovietico (n. 1915)
- 21 aprile - Luigi Cafiero, italiano (n. 1964)
- 21 aprile - Aleksandr Michajlovič Fajncimmer, regista sovietico (n. 1906)
- 21 aprile - Felice Mastroianni, poeta e saggista italiano (n. 1914)
- 21 aprile - Joe Sawyer, attore canadese (n. 1906)
- 22 aprile - Béda Rigaux, teologo e presbitero belga (n. 1899)
- 22 aprile - Stanley Roberts, sceneggiatore statunitense (n. 1916)
- 23 aprile - Henri Audrain, arcivescovo cattolico francese (n. 1895)
- 23 aprile - William Cameron Townsend, missionario statunitense (n. 1896)
- 23 aprile - Andreas Munkert, calciatore tedesco (n. 1908)
- 24 aprile - Ville Ritola, mezzofondista e siepista finlandese (n. 1896)
- 24 aprile - Aleksej Ėkimjan, compositore sovietico (n. 1927)
- 25 aprile - W. R. Burnett, scrittore e sceneggiatore statunitense (n. 1899)
- 25 aprile - Lilian Caraian, musicista, pittrice e poetessa italiana (n. 1914)
- 25 aprile - John Patrick Cody, cardinale e arcivescovo cattolico statunitense (n. 1907)
- 25 aprile - Celia Johnson, attrice britannica (n. 1908)
- 26 aprile - Carlo Augusto di Thurn und Taxis, principe tedesco (n. 1898)
- 26 aprile - Frank Coppola, mafioso italiano (n. 1899)
- 26 aprile - Harry Frantz, giornalista statunitense (n. 1891)
- 27 aprile - Danilo Abbruciati, mafioso italiano (n. 1944)
- 27 aprile - Johannes Hentschel, operaio tedesco (n. 1908)
- 27 aprile - Bice Rizzi, storica italiana (n. 1894)
- 27 aprile - Tom Tully, attore statunitense (n. 1908)
- 29 aprile - Raymond Bussières, attore, scrittore e produttore cinematografico francese (n. 1907)
- 29 aprile - Elmer Ripley, cestista e allenatore di pallacanestro statunitense (n. 1891)
- 30 aprile - Lester Bangs, critico musicale e musicista statunitense (n. 1948)
- 30 aprile - Carlo Crespi Croci, religioso italiano (n. 1891)
- 30 aprile - Taisen Deshimaru, monaco buddhista giapponese (n. 1914)
- 30 aprile - Rosario Di Salvo, attivista italiano (n. 1946)
- 30 aprile - Pio La Torre, politico e sindacalista italiano (n. 1927)

## Maggio(98)
- 1º maggio - Kenneth Beck, pallanuotista statunitense (n. 1915)
- 1º maggio - Bruno Fassina, politico italiano (n. 1912)
- 1º maggio - Gyula Kertész, calciatore e allenatore di calcio ungherese (n. 1888)
- 1º maggio - Aniello La Monica, mafioso italiano (n. 1947)
- 1º maggio - Jake Pelkington, cestista statunitense (n. 1916)
- 1º maggio - William Primrose, violista e insegnante scozzese (n. 1904)
- 1º maggio - Gene Sheldon, attore statunitense (n. 1908)
- 1º maggio - Margaret Sheridan, attrice statunitense (n. 1926)
- 1º maggio - Fratelli Stenberg, artista e designer russo (n. 1899)
- 1º maggio - Walther Wenck, generale tedesco (n. 1900)
- 2 maggio - Salomon Bochner, matematico polacco (n. 1899)
- 2 maggio - Helmut Dantine, attore austriaco (n. 1918)
- 2 maggio - Nelson Iacovini, economista italiano (n. 1917)
- 2 maggio - Hugh Marlowe, attore statunitense (n. 1911)
- 2 maggio - Pablo Pacheco, calciatore peruviano (n. 1908)
- 2 maggio - Wini Shaw, cantante, attrice e ballerina statunitense (n. 1907)
- 2 maggio - Virginia Vestoff, attrice statunitense (n. 1939)
- 3 maggio - Henri Tajfel, psicologo britannico (n. 1919)
- 4 maggio - Huang Bamei, pirata cinese (n. 1906)
- 5 maggio - Irmgard Keun, scrittrice tedesca (n. 1905)
- 5 maggio - Alfredo Massari, allenatore di calcio e calciatore italiano (n. 1903)
- 5 maggio - Cal Tjader, musicista statunitense (n. 1925)
- 5 maggio - Giorgio Vale, terrorista italiano (n. 1961)
- 7 maggio - Claudio Barrientos, pugile cileno (n. 1936)
- 7 maggio - Ol'ga Skorochodova, insegnante e scrittrice sovietica (n. 1911)
- 8 maggio - Neil Bogart, imprenditore statunitense (n. 1943)
- 8 maggio - Fabrizio Onofri, scrittore, sceneggiatore e politico italiano (n. 1917)
- 8 maggio - Anita Pittoni, scrittrice, editrice e pittrice italiana (n. 1901)
- 8 maggio - Gilles Villeneuve, pilota automobilistico canadese (n. 1950)
- 10 maggio - Jacques Désiré Leandri, botanico e micologo francese (n. 1903)
- 10 maggio - Peter Weiss, scrittore e drammaturgo tedesco (n. 1916)
- 11 maggio - Tibor Fazekas, nuotatore e pallanuotista ungherese (n. 1892)
- 11 maggio - Mario Marino, militare e marinaio italiano (n. 1914)
- 11 maggio - Leonardo Savioli, architetto e pittore italiano (n. 1917)
- 11 maggio - Arend Schoemaker, calciatore olandese (n. 1911)
- 12 maggio - Natalia Attardi Donini, scrittrice italiana (n. 1897)
- 12 maggio - Vadim Dmitrievič Gauzner, regista sovietico (n. 1933)
- 12 maggio - Carmine Rocco, arcivescovo cattolico italiano (n. 1912)
- 13 maggio - Gara Garayev, compositore sovietico (n. 1918)
- 13 maggio - Ivan Mariz, calciatore brasiliano (n. 1910)
- 13 maggio - Renzo Rossellini, compositore e critico musicale italiano (n. 1908)
- 13 maggio - Billy Steel, calciatore scozzese (n. 1923)
- 13 maggio - Věra Suková, tennista cecoslovacca (n. 1931)
- 14 maggio - Hugh Beaumont, attore statunitense (n. 1909)
- 15 maggio - John Newbold, pilota motociclistico britannico (n. 1952)
- 15 maggio - Gordon Smiley, pilota automobilistico statunitense (n. 1946)
- 16 maggio - Ostilio Capaccioli, calciatore e allenatore di calcio italiano (n. 1917)
- 16 maggio - Alfonso Marotta, pentatleta italiano (n. 1923)
- 17 maggio - Renata Marchionni Zanchi, politica italiana (n. 1905)
- 17 maggio - Ester Mazzoleni, soprano italiano (n. 1883)
- 18 maggio - Emilio Bonato, calciatore italiano (n. 1897)
- 19 maggio - Willem Bokhoven, pallanuotista olandese (n. 1901)
- 19 maggio - Aleksandr Fёdorovič Borisov, attore e regista sovietico (n. 1905)
- 19 maggio - Guido Fovana, calciatore italiano (n. 1920)
- 19 maggio - Zoltán Opata, calciatore e allenatore di calcio ungherese (n. 1900)
- 20 maggio - Monk Montgomery, bassista statunitense (n. 1921)
- 21 maggio - Marco Cimatti, ciclista su strada, pistard e imprenditore italiano (n. 1913)
- 21 maggio - Holger Crafoord, imprenditore svedese (n. 1908)
- 21 maggio - Rudolf Keydell, filologo classico e bibliotecario tedesco (n. 1887)
- 21 maggio - Giovanni Muzio, architetto italiano (n. 1893)
- 22 maggio - Aleksandr Iosifovič Gerbstman, compositore di scacchi russo (n. 1900)
- 22 maggio - Jay L. Lush, genetista statunitense (n. 1896)
- 22 maggio - Hans Mock, calciatore austriaco (n. 1906)
- 22 maggio - Angelo Sansoni, calciatore italiano (n. 1894)
- 22 maggio - Cevdet Sunay, politico turco (n. 1899)
- 23 maggio - Vincenzo Baldazzi, antifascista e politico italiano (n. 1898)
- 23 maggio - Karl Fochler, attore austriaco (n. 1898)
- 23 maggio - Enzo Emilio Galbiati, generale italiano (n. 1897)
- 23 maggio - Felice Gasperi, calciatore italiano (n. 1903)
- 23 maggio - Louis Gérardin, pistard francese (n. 1912)
- 23 maggio - Salesio Schiavi, politico italiano (n. 1889)
- 24 maggio - Arkadij Alov, allenatore di calcio e calciatore sovietico (n. 1914)
- 24 maggio - José Becerril, calciatore spagnolo (n. 1926)
- 24 maggio - Raffaele Calabria, arcivescovo cattolico italiano (n. 1906)
- 24 maggio - Quirino Toccaceli, ciclista su strada italiano (n. 1916)
- 25 maggio - Larry J. Blake, attore statunitense (n. 1914)
- 25 maggio - Hermine Sterler, attrice tedesca (n. 1894)
- 26 maggio - Vladimirs Svistuņenko, calciatore lettone (n. 1903)
- 28 maggio - Mario Casardi, ammiraglio italiano (n. 1915)
- 28 maggio - Boris Petrovič Čirkov, attore sovietico (n. 1901)
- 28 maggio - Enrico Colli, fondista italiano (n. 1896)
- 28 maggio - Grete Freund, cantante e attrice austriaca (n. 1885)
- 28 maggio - Alexander Hurd, pattinatore di velocità su ghiaccio canadese (n. 1910)
- 28 maggio - Wiesław Maniak, velocista polacco (n. 1938)
- 28 maggio - Carlo Miranda, matematico italiano (n. 1912)
- 28 maggio - Herbert Wagner, ingegnere austriaco (n. 1900)
- 29 maggio - Giuseppe Bettiol, giurista e politico italiano (n. 1907)
- 29 maggio - Fulvio Costa, mezzofondista italiano (n. 1959)
- 29 maggio - Rudy Debnar, cestista statunitense (n. 1916)
- 29 maggio - Henri Dulieux, schermidore francese (n. 1897)
- 29 maggio - Walter Harzer, militare tedesco (n. 1912)
- 29 maggio - Dino Manuzzi, dirigente sportivo e imprenditore italiano (n. 1907)
- 29 maggio - Romy Schneider, attrice austriaca (n. 1938)
- 31 maggio - Marinko Gjivoje, scrittore e esperantista jugoslavo (n. 1919)
- 31 maggio - Gino Lacquaniti, geografo, poeta e saggista italiano (n. 1901)
- 31 maggio - Carlo Mauri, alpinista e esploratore italiano (n. 1930)
- 31 maggio - Carlo Tagliavini, glottologo e linguista italiano (n. 1903)
- 31 maggio - Juan Antonio Zunzunegui, scrittore spagnolo (n. 1901)

## Giugno(109)
- 1º giugno - Chesja Aleksandrovna Lokšina, regista sovietica (n. 1902)
- 2 giugno - Fazal Ilahi Chaudhry, politico pakistano (n. 1904)
- 2 giugno - Herbert Quandt, imprenditore tedesco (n. 1910)
- 3 giugno - Peter Carter, regista canadese (n. 1933)
- 3 giugno - Ronald Duncan, scrittore, poeta e drammaturgo britannico (n. 1914)
- 3 giugno - Morten Pettersen, calciatore norvegese (n. 1909)
- 4 giugno - Hermanni Pihlajamäki, lottatore finlandese (n. 1903)
- 4 giugno - Günther Steines, velocista e mezzofondista tedesco (n. 1928)
- 5 giugno - Paul Birch, cestista e allenatore di pallacanestro statunitense (n. 1910)
- 5 giugno - Roger Bonvin, politico svizzero (n. 1907)
- 5 giugno - Olle Hellbom, regista e sceneggiatore svedese (n. 1925)
- 5 giugno - Kurt Neumüller, pianista e pedagogo austriaco (n. 1914)
- 5 giugno - Píoquinto Soto, cestista messicano (n. 1915)
- 6 giugno - Pietro Agostino D'Avack, avvocato e giurista italiano (n. 1905)
- 6 giugno - Thorleif Hartung, calciatore norvegese (n. 1907)
- 6 giugno - Kenneth Rexroth, poeta e traduttore statunitense (n. 1905)
- 7 giugno - Evaristo Barrera, calciatore e allenatore di calcio argentino (n. 1911)
- 7 giugno - Gustave Heiss, schermidore statunitense (n. 1906)
- 7 giugno - Carlo Nesi, calciatore italiano
- 7 giugno - Carlos Vidal, calciatore cileno (n. 1902)
- 7 giugno - Dominique Marie Đinh Đức Trụ, vescovo cattolico vietnamita (n. 1909)
- 8 giugno - Augusto Donaudy, scrittore e traduttore italiano (n. 1910)
- 8 giugno - Satchel Paige, giocatore di baseball statunitense (n. 1906)
- 8 giugno - Alfredo Rocchi, calciatore italiano (n. 1903)
- 8 giugno - Manus Vrauwdeunt, calciatore olandese (n. 1915)
- 8 giugno - Jean Wiener, pianista e compositore francese (n. 1896)
- 9 giugno - Costantino Costantini, ingegnere e architetto italiano (n. 1904)
- 9 giugno - Nicolay Diulgheroff, pittore, designer e grafico bulgaro (n. 1901)
- 9 giugno - Elmer Robinson, politico statunitense (n. 1894)
- 10 giugno - Yekutiel Adam, generale israeliano (n. 1927)
- 10 giugno - Giuseppina Aliverti, geofisica italiana (n. 1894)
- 10 giugno - Gala Éluard Dalí, modella e artista russa (n. 1894)
- 10 giugno - Rainer Werner Fassbinder, regista, sceneggiatore e produttore cinematografico tedesco (n. 1945)
- 10 giugno - Gino Perani, calciatore italiano (n. 1905)
- 11 giugno - Giovanni Manca, pugile e attore italiano (n. 1919)
- 11 giugno - Anatolij Alekseevič Solonicyn, attore sovietico (n. 1934)
- 12 giugno - Otto Brunner, storico e giurista austriaco (n. 1898)
- 12 giugno - Karl von Frisch, biologo austriaco (n. 1886)
- 12 giugno - Peter Maivia, wrestler samoano americano (n. 1937)
- 12 giugno - Marie Rambert, ballerina polacca (n. 1888)
- 12 giugno - Frank Shaughnessy, hockeista su ghiaccio statunitense (n. 1911)
- 13 giugno - Marvin Griffin, politico e generale statunitense (n. 1907)
- 13 giugno - Khalid dell'Arabia Saudita, re saudita (n. 1913)
- 13 giugno - Joseph Martin, missionario e vescovo cattolico belga (n. 1903)
- 13 giugno - Jim Montgomery, cestista statunitense (n. 1915)
- 13 giugno - George Moorhouse, calciatore statunitense (n. 1901)
- 13 giugno - Riccardo Paletti, pilota automobilistico italiano (n. 1958)
- 13 giugno - Samuel Spritzman, ingegnere russo (n. 1904)
- 13 giugno - Giorgio Zoras, filologo e bizantinista greco (n. 1908)
- 14 giugno - Marjorie Bennett, attrice australiana (n. 1896)
- 14 giugno - Rafaėl' Grač, pattinatore di velocità su ghiaccio sovietico (n. 1932)
- 15 giugno - Guglielmo Decaroli, calciatore italiano (n. 1903)
- 15 giugno - Helen Grund, giornalista tedesca (n. 1886)
- 15 giugno - Art Pepper, sassofonista e clarinettista statunitense (n. 1925)
- 15 giugno - Umberto Prous, pianista e compositore italiano (n. 1923)
- 16 giugno - Luigi Di Barca, militare italiano (n. 1957)
- 16 giugno - Giuseppe Di Lavore, italiano (n. 1955)
- 16 giugno - Alfio Ferlito, mafioso italiano (n. 1946)
- 16 giugno - Silvano Franzolin, militare italiano (n. 1941)
- 16 giugno - Georg Leibbrandt, diplomatico tedesco (n. 1899)
- 16 giugno - Václav Mottl, canoista cecoslovacco (n. 1914)
- 16 giugno - Ernesta Oltremonti, pittrice italiana (n. 1899)
- 16 giugno - Salvatore Raiti, militare italiano (n. 1962)
- 16 giugno - Eraldo Vedda, dirigente sportivo e arbitro di calcio italiano (n. 1898)
- 16 giugno - Gwen Wakeling, costumista statunitense (n. 1901)
- 17 giugno - Renzo Grandi, sollevatore italiano (n. 1934)
- 17 giugno - Rebekah Harkness, compositrice, scultrice e filantropa statunitense (n. 1915)
- 18 giugno - Djuna Barnes, scrittrice, illustratrice e giornalista statunitense (n. 1892)
- 18 giugno - Otto Binge, militare tedesco (n. 1895)
- 18 giugno - Roberto Calvi, banchiere italiano (n. 1920)
- 18 giugno - Bianca Ceva, critica letteraria e traduttrice italiana (n. 1897)
- 18 giugno - John Cheever, scrittore statunitense (n. 1912)
- 18 giugno - Roscoe Hillenkoetter, ammiraglio statunitense (n. 1897)
- 18 giugno - Curd Jürgens, attore tedesco (n. 1915)
- 19 giugno - Richard Lockridge, scrittore statunitense (n. 1898)
- 20 giugno - Zygmunt Bohusz-Szyszko, generale polacco (n. 1893)
- 21 giugno - Hendrik Wade Bode, ingegnere statunitense (n. 1905)
- 21 giugno - Fred Zollner, imprenditore e dirigente sportivo statunitense (n. 1901)
- 22 giugno - Hjalmar Andresen, calciatore norvegese (n. 1914)
- 22 giugno - Martim Francisco, allenatore di calcio brasiliano (n. 1928)
- 22 giugno - Alan Webb, attore inglese (n. 1906)
- 22 giugno - Alexandra Wolff Stomersee, psicoanalista russa (n. 1894)
- 23 giugno - Marie Braun, nuotatrice olandese (n. 1911)
- 24 giugno - Pietro Onida, economista italiano (n. 1902)
- 24 giugno - Jakob Streitle, allenatore di calcio e calciatore tedesco (n. 1916)
- 25 giugno - Anatolij Golovnja, direttore della fotografia sovietico (n. 1900)
- 25 giugno - Igor Gouzenko, funzionario sovietico (n. 1919)
- 25 giugno - Ed Hamm, lunghista statunitense (n. 1906)
- 25 giugno - Jaap Paauwe, calciatore olandese (n. 1909)
- 26 giugno - Charles Courant, lottatore svizzero (n. 1896)
- 26 giugno - Kingsley Kennerley, giocatore di snooker inglese (n. 1913)
- 26 giugno - Alfredo Marceneiro, cantante e compositore portoghese (n. 1891)
- 26 giugno - Alexander Mitscherlich, psicologo tedesco (n. 1908)
- 26 giugno - Vicente Morera Amigó, calciatore e allenatore di calcio spagnolo (n. 1919)
- 27 giugno - Flavio Colonna, politico italiano (n. 1934)
- 27 giugno - Willard Greim, allenatore di pallacanestro e dirigente sportivo statunitense (n. 1890)
- 27 giugno - Gunnar Malmquist, astronomo svedese (n. 1893)
- 27 giugno - Jack Mullaney, attore statunitense (n. 1929)
- 28 giugno - Adolf Portmann, zoologo, biologo e filosofo svizzero (n. 1897)
- 29 giugno - Pierre Balmain, stilista francese (n. 1914)
- 29 giugno - Antonino Burrafato, poliziotto italiano (n. 1933)
- 29 giugno - Luigi Caburri, calciatore italiano (n. 1915)
- 29 giugno - Henry King, regista, attore e sceneggiatore statunitense (n. 1886)
- 29 giugno - Piero Meriggi, linguista italiano (n. 1899)
- 29 giugno - Bernhard Rogge, ammiraglio tedesco (n. 1899)
- 29 giugno - Masaharu Taguchi, nuotatore giapponese (n. 1916)
- 30 giugno - Giuseppe Bartolozzi, matematico italiano (n. 1905)
- 30 giugno - Riccardo Dalla Torre, calciatore e allenatore di calcio italiano (n. 1921)
- 30 giugno - Fernando Proietti, pugile e criminale italiano (n. 1936)

## Luglio(109)
- 2 luglio - Salvatore Nuvoletta, carabiniere italiano (n. 1962)
- 2 luglio - Giuseppe Romanelli, scultore italiano (n. 1916)
- 3 luglio - Olga Amati, ballerina italiana (n. 1924)
- 3 luglio - Annibale Bugnini, arcivescovo cattolico italiano (n. 1912)
- 3 luglio - John Joe Flood, calciatore irlandese (n. 1899)
- 3 luglio - Vittorio Mosele, calciatore e allenatore di calcio italiano (n. 1912)
- 3 luglio - Ján Čajak il giovane, scrittore e giornalista slovacco (n. 1897)
- 4 luglio - Antonio Guzmán Fernández, politico dominicano (n. 1911)
- 4 luglio - László Sternberg, calciatore ungherese (n. 1905)
- 5 luglio - Burckhardt Helferich, chimico tedesco (n. 1887)
- 5 luglio - Frederick Jagel, tenore statunitense (n. 1897)
- 5 luglio - Geoffrey Keynes, medico, chirurgo e scrittore inglese (n. 1887)
- 5 luglio - Attilio Kossovel, calciatore e allenatore di calcio italiano (n. 1909)
- 5 luglio - Piero Martina, pittore e incisore italiano (n. 1912)
- 6 luglio - Alma Reville, sceneggiatrice inglese (n. 1899)
- 6 luglio - Raúl Roa García, politico cubano (n. 1907)
- 6 luglio - Russell Thorson, attore statunitense (n. 1906)
- 6 luglio - Warren Tufts, fumettista statunitense (n. 1925)
- 7 luglio - Bep Bakhuys, calciatore olandese (n. 1909)
- 7 luglio - Carlo Chiappano, ciclista su strada e dirigente sportivo italiano (n. 1941)
- 7 luglio - John Harkrider, scenografo e costumista statunitense (n. 1899)
- 7 luglio - Jin Shan, attore cinese (n. 1911)
- 7 luglio - Tommy Loughran, pugile statunitense (n. 1902)
- 7 luglio - Emilio Notte, pittore italiano (n. 1891)
- 7 luglio - Massimo Quaglino, pittore e scultore italiano (n. 1899)
- 7 luglio - Alexandros Sakellariou, ammiraglio e politico greco (n. 1887)
- 7 luglio - Hermann Thimig, attore austriaco (n. 1890)
- 8 luglio - Sergio Antonielli, scrittore, critico letterario e italianista italiano (n. 1920)
- 8 luglio - Gunnar Eriksson, fondista svedese (n. 1921)
- 8 luglio - Virginia Hall, militare statunitense (n. 1906)
- 8 luglio - Isa Miranda, attrice italiana (n. 1905)
- 8 luglio - Albert White, tuffatore statunitense (n. 1895)
- 9 luglio - Walter Denkert, generale tedesco (n. 1897)
- 9 luglio - Jutta Langenau, nuotatrice tedesca orientale (n. 1933)
- 9 luglio - Kai Warner, compositore e direttore d'orchestra tedesco (n. 1926)
- 10 luglio - Jackson do Pandeiro, cantante e percussionista brasiliano (n. 1919)
- 10 luglio - Karl Hein, martellista tedesco (n. 1908)
- 10 luglio - Suzanne Jannin, medico e aviatrice francese (n. 1912)
- 10 luglio - Gwilym Meirion Jenkins, statistico britannico (n. 1932)
- 10 luglio - Maria Jeritza, soprano ceca (n. 1887)
- 10 luglio - Marius Schneider, musicologo tedesco (n. 1903)
- 10 luglio - Gustav Heinrich Ralph von Koenigswald, paleontologo e geologo tedesco (n. 1902)
- 11 luglio - Edoardo Garzena, pugile e allenatore di pugilato italiano (n. 1900)
- 11 luglio - Andrej Plávka, poeta, scrittore e politico slovacco (n. 1907)
- 11 luglio - Meša Selimović, scrittore bosniaco (n. 1910)
- 12 luglio - Raymond Borderie, produttore cinematografico francese (n. 1897)
- 12 luglio - David Mil'man, matematico israeliano (n. 1912)
- 12 luglio - Kenneth More, attore britannico (n. 1914)
- 12 luglio - Alberto Mozzati, pianista e docente italiano (n. 1917)
- 12 luglio - Johnny Orr, cestista e giocatore di baseball statunitense (n. 1918)
- 13 luglio - John Alexander, attore statunitense (n. 1897)
- 13 luglio - Joe Maca, calciatore belga (n. 1920)
- 14 luglio - Giuseppe Prezzolini, giornalista, scrittore e editore italiano (n. 1882)
- 14 luglio - Helmut Wartusch, calciatore austriaco (n. 1943)
- 15 luglio - Teodosio Aimoni, politico italiano (n. 1913)
- 16 luglio - Patrick Dewaere, attore francese (n. 1947)
- 16 luglio - Charles Robberts Swart, politico sudafricano (n. 1894)
- 17 luglio - Bob John, calciatore e allenatore di calcio gallese (n. 1899)
- 18 luglio - Roman Jakobson, linguista, semiologo e traduttore russo (n. 1896)
- 19 luglio - Abdul Wahid Aziz, sollevatore iracheno (n. 1931)
- 19 luglio - Hugh Everett III, fisico statunitense (n. 1930)
- 19 luglio - João Fantoni, dirigente sportivo, allenatore di calcio e calciatore brasiliano (n. 1905)
- 20 luglio - Jean Girault, regista, sceneggiatore e produttore cinematografico francese (n. 1924)
- 20 luglio - Luis Olaso, calciatore spagnolo (n. 1900)
- 20 luglio - Gian Paolo Rosmino, attore, regista e sceneggiatore italiano (n. 1888)
- 20 luglio - Paul Rouster, calciatore lussemburghese (n. 1900)
- 21 luglio - Giulio Cirri, architetto italiano (n. 1900)
- 21 luglio - Amelio Gambini, calciatore italiano (n. 1917)
- 21 luglio - Dave Garroway, personaggio televisivo statunitense (n. 1913)
- 21 luglio - Bishweshwar Prasad Koirala, politico e scrittore nepalese (n. 1914)
- 21 luglio - Vítor Silva, calciatore portoghese (n. 1909)
- 21 luglio - Villy de Luca, giornalista italiano (n. 1925)
- 21 luglio - František Černík, nuotatore e pallanuotista cecoslovacco (n. 1900)
- 22 luglio - Sonny Stitt, sassofonista statunitense (n. 1924)
- 23 luglio - Giuseppe Ciaffei, ufficiale e storico italiano (n. 1904)
- 23 luglio - Vic Morrow, attore e regista statunitense (n. 1929)
- 23 luglio - Betty Parsons, artista e collezionista d'arte statunitense (n. 1900)
- 23 luglio - Hitoshi Sasaki, calciatore e allenatore di calcio giapponese (n. 1891)
- 23 luglio - Erik Wilén, ostacolista e velocista finlandese (n. 1898)
- 24 luglio - Francesco Compagna, politico italiano (n. 1921)
- 24 luglio - Florence Henri, fotografa, pittrice e compositrice (n. 1893)
- 24 luglio - Takeshi Katō, ginnasta giapponese (n. 1942)
- 24 luglio - Arnold Pihlak, calciatore estone (n. 1902)
- 25 luglio - Enrico Forneris, calciatore italiano (n. 1902)
- 25 luglio - Hal Foster, fumettista canadese (n. 1892)
- 25 luglio - Gabriele Tergit, giornalista e scrittrice tedesca (n. 1894)
- 25 luglio - Vittorio Ieralla, attivista italiano (n. 1903)
- 25 luglio - Jordi Rubió i Balaguer, bibliotecario, filologo e storico spagnolo (n. 1887)
- 27 luglio - Goldie Colwell, attrice statunitense (n. 1889)
- 27 luglio - Hilda James, nuotatrice britannica (n. 1904)
- 27 luglio - Arif Hikmet Koyunoğlu, architetto e fotografo turco (n. 1888)
- 28 luglio - George Kleinsinger, compositore statunitense (n. 1914)
- 28 luglio - Erling Lunde, calciatore norvegese (n. 1902)
- 28 luglio - Corrado Meloni, fantino italiano (n. 1908)
- 28 luglio - Vladimir Smirnov, schermidore sovietico (n. 1954)
- 29 luglio - Eliseo Maria Coroli, vescovo cattolico e missionario italiano (n. 1900)
- 29 luglio - Sep Ruf, architetto tedesco (n. 1908)
- 29 luglio - Harold Sakata, sollevatore, wrestler e attore statunitense (n. 1920)
- 29 luglio - Settimio Sorani, antifascista italiano (n. 1899)
- 29 luglio - Vladimir Koz'mič Zvorykin, ingegnere russo (n. 1889)
- 30 luglio - Francisco Gamborena, allenatore di calcio e calciatore spagnolo (n. 1901)
- 30 luglio - Giorgio Nelson Page, giornalista e scrittore statunitense (n. 1906)
- 30 luglio - Guido Rispoli, politico e bibliotecario italiano (n. 1893)
- 31 luglio - Michele D'Alto, criminale italiano (n. 1950)
- 31 luglio - Severiano Goiburu, calciatore e giocatore di palla basca spagnolo (n. 1906)
- 31 luglio - Renato Lombardi, imprenditore italiano (n. 1906)
- 31 luglio - Daphne Mayo, scultrice australiana (n. 1895)
- 31 luglio - Henk van Spaandonck, calciatore olandese (n. 1913)
- 31 luglio - Franco Vegliani, scrittore e giornalista italiano (n. 1915)

## Agosto(95)
- 1º agosto - Anna Maria Brizio, storica dell'arte, critica d'arte e funzionaria italiana (n. 1902)
- 2 agosto - Carla Lonzi, attivista, saggista e critica d'arte italiana (n. 1931)
- 2 agosto - Cathleen Nesbitt, attrice britannica (n. 1888)
- 3 agosto - Carlo Alberto Cappelli, impresario teatrale, editore e direttore artistico italiana (n. 1907)
- 4 agosto - Antônio Luiz de Barros Nunes, cestista brasiliano (n. 1909)
- 4 agosto - Bruce Goff, architetto statunitense (n. 1904)
- 4 agosto - Ñico Saquito, musicista, chitarrista e cantante cubano (n. 1901)
- 5 agosto - Dieter Borsche, attore tedesco (n. 1909)
- 5 agosto - John Charnley, chirurgo britannico (n. 1911)
- 5 agosto - Alf Flinth, calciatore norvegese (n. 1897)
- 5 agosto - Paolo Robotti, politico italiano (n. 1901)
- 6 agosto - Hans Cürlis, regista e produttore cinematografico tedesco (n. 1889)
- 6 agosto - Théophile Speicher, calciatore lussemburghese (n. 1909)
- 6 agosto - Antonio Tedde, vescovo cattolico italiano (n. 1906)
- 7 agosto - Paolo Cavara, regista e sceneggiatore italiano (n. 1926)
- 7 agosto - Bruno Gesche, militare tedesco (n. 1905)
- 7 agosto - Ludu U Hla, giornalista e editore birmano (n. 1910)
- 8 agosto - Emilio Biancheri, vescovo cattolico italiano (n. 1908)
- 8 agosto - Eric Brandon, pilota automobilistico britannico (n. 1920)
- 8 agosto - Ferré Grignard, cantante belga (n. 1939)
- 8 agosto - John Lawrence Sullivan, politico statunitense (n. 1899)
- 8 agosto - Arturo Tanesini, ingegnere, alpinista e saggista italiano (n. 1905)
- 9 agosto - Aleksandr Alekseev, regista russo (n. 1901)
- 10 agosto - Giacomo Bertucci, pittore italiano (n. 1903)
- 10 agosto - Antonio Cunial, vescovo cattolico italiano (n. 1915)
- 10 agosto - Aldo Gentilini, pittore e scultore italiano (n. 1911)
- 10 agosto - William Henry, attore statunitense (n. 1914)
- 10 agosto - John Tiltman, crittografo britannico (n. 1894)
- 11 agosto - Tom Drake, attore statunitense (n. 1918)
- 11 agosto - Bruno Frankewitz, generale tedesco (n. 1897)
- 11 agosto - Paolo Giaccone, medico italiano (n. 1929)
- 11 agosto - Carlos Pereira, calciatore portoghese (n. 1910)
- 12 agosto - Giovanni Chiesa, politico italiano (n. 1927)
- 12 agosto - Oliviero De Fabritiis, direttore d'orchestra italiano (n. 1902)
- 12 agosto - Henry Fonda, attore statunitense (n. 1905)
- 12 agosto - Tomás Romero Pereira, politico e militare paraguaiano (n. 1886)
- 12 agosto - Salvador Sánchez, pugile messicano (n. 1959)
- 13 agosto - André-Jean Festugière, religioso, filologo classico e storico delle religioni francese (n. 1898)
- 13 agosto - Heini Meng, hockeista su ghiaccio svizzero (n. 1902)
- 13 agosto - Joe Tex, cantante e rapper statunitense (n. 1935)
- 13 agosto - Charles Walters, regista, ballerino e coreografo statunitense (n. 1911)
- 13 agosto - Hans Wüthrich, calciatore e arbitro di calcio svizzero (n. 1889)
- 14 agosto - Patrick Magee, attore britannico (n. 1922)
- 14 agosto - Leonida Suzzi Valli, docente e politico sammarinese (n. 1912)
- 15 agosto - Giuseppe Cassia, paroliere, compositore e produttore discografico italiano (n. 1920)
- 15 agosto - Maurice Gallay, calciatore francese (n. 1902)
- 15 agosto - Hubert Lanz, generale tedesco (n. 1896)
- 15 agosto - Norm Malloy, hockeista su ghiaccio canadese (n. 1905)
- 15 agosto - Jock Taylor, pilota motociclistico britannico (n. 1954)
- 15 agosto - Axel Hugo Theodor Theorell, biochimico svedese (n. 1903)
- 16 agosto - Charles Ackerly, lottatore statunitense (n. 1888)
- 17 agosto - Ruth First, attivista e sociologa sudafricana (n. 1925)
- 17 agosto - Bruno Nöckler, sciatore alpino italiano (n. 1956)
- 17 agosto - Ilario Pegorari, sciatore alpino e allenatore di sci alpino italiano (n. 1949)
- 17 agosto - Barney Phillips, attore statunitense (n. 1913)
- 17 agosto - Herbert Tobias, fotografo e attore tedesco (n. 1924)
- 17 agosto - Ihor Naumovyč Šamo, compositore ucraino (n. 1925)
- 18 agosto - Beverly Bayne, attrice statunitense (n. 1894)
- 18 agosto - Carlos Botelho, pittore e illustratore portoghese (n. 1899)
- 18 agosto - Mark Stepanovič Tereščenko, regista cinematografico ucraino (n. 1893)
- 19 agosto - John Cookman, hockeista su ghiaccio statunitense (n. 1909)
- 19 agosto - Leonard Covello, pedagogista italiano (n. 1887)
- 19 agosto - Guido Gonella, giornalista e politico italiano (n. 1905)
- 19 agosto - August Neo, lottatore estone (n. 1908)
- 20 agosto - Antonio del Giudice, arcivescovo cattolico italiano (n. 1913)
- 20 agosto - Ulla Jacobsson, attrice svedese (n. 1929)
- 20 agosto - Tapio Järvi, militare e aviatore finlandese (n. 1919)
- 20 agosto - Clyde King, canottiere statunitense (n. 1898)
- 20 agosto - Edward Ludwig, regista russo (n. 1898)
- 20 agosto - Roberto Prearo, politico italiano (n. 1905)
- 21 agosto - Calvin E. Simmons, direttore d'orchestra statunitense (n. 1950)
- 21 agosto - Sobhuza II dello Swaziland, sovrano swazilandese (n. 1899)
- 22 agosto - Luigi Balduzzi, politico italiano (n. 1898)
- 22 agosto - John Boxer, attore inglese (n. 1909)
- 22 agosto - Vittorio Giovine, generale e aviatore italiano (n. 1891)
- 22 agosto - Riccardo Rauchi, sassofonista, cantante e compositore italiano (n. 1920)
- 23 agosto - Ida Carey, pittrice neozelandese (n. 1891)
- 23 agosto - Alberto Cavalcanti, sceneggiatore, regista e produttore cinematografico brasiliano (n. 1897)
- 23 agosto - Stanford Moore, biochimico statunitense (n. 1913)
- 24 agosto - Giorgio Abetti, astronomo e fisico italiano (n. 1882)
- 24 agosto - Félix-Antoine Savard, scrittore canadese (n. 1896)
- 25 agosto - Anna German, cantante polacca (n. 1936)
- 25 agosto - Dante Sala, presbitero italiano (n. 1905)
- 26 agosto - Emilio P. Miraglia, regista italiano (n. 1924)
- 26 agosto - Georges Neveux, poeta e commediografo francese (n. 1900)
- 27 agosto - Anandamayi Ma, mistica indiana (n. 1896)
- 27 agosto - Lucia Apicella, filantropa italiana (n. 1887)
- 28 agosto - Victor Garcia, regista teatrale argentino (n. 1934)
- 28 agosto - Frank Martin, cavaliere svedese (n. 1885)
- 29 agosto - Ingrid Bergman, attrice svedese (n. 1915)
- 29 agosto - Paolo D'Antoni, politico italiano (n. 1895)
- 29 agosto - Nahum Goldmann, politico tedesco (n. 1894)
- 30 agosto - Eugene Loring, danzatore, coreografo e insegnante statunitense (n. 1911)
- 30 agosto - Theodor Reimann, calciatore e allenatore di calcio cecoslovacco (n. 1921)
- 31 agosto - Albert Bergamelli, criminale francese (n. 1939)

## Settembre(89)
- 1º settembre - Ludwig Bieberbach, matematico tedesco (n. 1886)
- 1º settembre - Haskell Curry, matematico e logico statunitense (n. 1900)
- 1º settembre - Luciana Dolliver, cantante italiana (n. 1910)
- 1º settembre - Władysław Gomułka, politico polacco (n. 1905)
- 1º settembre - Isabel Cristina Mrad Campos, personalità religiosa brasiliana (n. 1962)
- 1º settembre - Piet Wijdekop, canoista olandese (n. 1912)
- 2 settembre - Tom Baker, attore statunitense (n. 1940)
- 2 settembre - Francesco Marzolo, ingegnere italiano (n. 1892)
- 2 settembre - Jay Novello, attore statunitense (n. 1904)
- 2 settembre - Seraphim Rose, presbitero statunitense (n. 1934)
- 2 settembre - Marvin Stalder, canottiere statunitense (n. 1905)
- 2 settembre - Ada Vojcik, attrice sovietica (n. 1905)
- 3 settembre - Salvatore Baldassarri, arcivescovo cattolico italiano (n. 1907)
- 3 settembre - Gastone Ballarini, calciatore italiano (n. 1937)
- 3 settembre - Hércules de Miranda, calciatore brasiliano (n. 1912)
- 3 settembre - Justine Johnstone, attrice e patologa statunitense (n. 1895)
- 3 settembre - Roger Quinche, calciatore svizzero (n. 1922)
- 3 settembre - Emanuela Setti Carraro, infermiera e militare italiana (n. 1950)
- 3 settembre - Carlo Alberto dalla Chiesa, generale e prefetto italiano (n. 1920)
- 4 settembre - Jean Boudehen, canoista francese (n. 1939)
- 4 settembre - Gino Cerrito, storico italiano (n. 1922)
- 4 settembre - Raúl Fernández Robert, cestista messicano (n. 1905)
- 4 settembre - Beppe Guzzi, pittore italiano (n. 1902)
- 4 settembre - Joseph Vincent Sullivan, vescovo cattolico statunitense (n. 1919)
- 5 settembre - Douglas Bader, aviatore britannico (n. 1910)
- 6 settembre - José Cabrero Arnal, fumettista spagnolo (n. 1909)
- 8 settembre - Pete Pederson, cestista statunitense (n. 1910)
- 9 settembre - Luigi Nazari, militare e aviatore italiano (n. 1911)
- 9 settembre - Adolf Patek, allenatore di calcio e calciatore austriaco (n. 1900)
- 10 settembre - Filippo Marchese, mafioso italiano (n. 1938)
- 11 settembre - Vladislao Cap, calciatore e allenatore di calcio argentino (n. 1934)
- 11 settembre - Wifredo Lam, pittore cubano (n. 1902)
- 11 settembre - Jovan Miladinović, calciatore jugoslavo (n. 1939)
- 11 settembre - Pál Pók, pallanuotista ungherese (n. 1929)
- 11 settembre - Albert Soboul, storico francese (n. 1914)
- 12 settembre - Federico Moreno Torroba, compositore spagnolo (n. 1891)
- 13 settembre - Philip Ober, attore statunitense (n. 1902)
- 13 settembre - Michele Ruella, calciatore italiano (n. 1920)
- 13 settembre - Marcus Wallenberg, banchiere, velista e tennista svedese (n. 1899)
- 14 settembre - Kristján Eldjárn, politico islandese (n. 1916)
- 14 settembre - Christian Ferras, violinista francese (n. 1933)
- 14 settembre - John Gardner, scrittore e insegnante statunitense (n. 1933)
- 14 settembre - Bashir Gemayel, politico libanese (n. 1947)
- 14 settembre - Grace Kelly, attrice e modella statunitense (n. 1929)
- 14 settembre - Ernesto Quarti Marchiò, pittore e grafico italiano (n. 1907)
- 14 settembre - Gustave Roth, pugile belga (n. 1909)
- 14 settembre - Franco Solinas, sceneggiatore e scrittore italiano (n. 1927)
- 15 settembre - Giuseppe Gaddi, saggista e partigiano italiano (n. 1909)
- 15 settembre - Domenico Russo, militare italiano (n. 1950)
- 16 settembre - Evdokija Beršanskaja, militare sovietica (n. 1913)
- 16 settembre - Sadegh Ghotbzadeh, politico iraniano (n. 1936)
- 16 settembre - Marcel Martiny, medico, antropologo e parapsicologo francese (n. 1897)
- 16 settembre - Bill Robinzine, cestista statunitense (n. 1953)
- 16 settembre - Rolfe Sedan, attore statunitense (n. 1896)
- 17 settembre - Arturo Brown, cestista statunitense (n. 1961)
- 17 settembre - Clara Marchetto, attivista italiana (n. 1911)
- 18 settembre - Raul Chiodelli, ingegnere e politico italiano (n. 1896)
- 18 settembre - Habib Mahfuz, dirigente sportivo brasiliano
- 18 settembre - Ion Milu, militare e aviatore rumeno (n. 1908)
- 18 settembre - Pei Wenzhong, paleontologo, antropologo e archeologo cinese (n. 1904)
- 18 settembre - Carlos Carmelo de Vasconcelos Motta, cardinale e arcivescovo cattolico brasiliano (n. 1890)
- 20 settembre - Alois Schnabel, pallamanista austriaco (n. 1910)
- 20 settembre - Georg Østerholt, saltatore con gli sci norvegese (n. 1892)
- 21 settembre - Ivan Christoforovič Bagramjan, generale e politico sovietico (n. 1897)
- 21 settembre - Franz Esser, calciatore tedesco (n. 1900)
- 21 settembre - Charlotte Gower Chapman, etnologa e scrittrice statunitense (n. 1902)
- 22 settembre - Fernando Leoni, fantino italiano (n. 1908)
- 22 settembre - Shin Saburi, attore e regista giapponese (n. 1909)
- 23 settembre - Herbert Wright, lottatore britannico (n. 1894)
- 24 settembre - Sarah Churchill, attrice e danzatrice britannica (n. 1914)
- 24 settembre - Alessio De Vito, militare italiano (n. 1906)
- 24 settembre - Dagobert D. Runes, filosofo e curatore editoriale austro-ungarico (n. 1902)
- 25 settembre - Augusto Manzo, pallonista italiano (n. 1911)
- 25 settembre - Larry Snyder, allenatore di atletica leggera, ostacolista e militare statunitense (n. 1896)
- 26 settembre - Georgij Semënovič Abašvili, ammiraglio sovietico (n. 1910)
- 26 settembre - Luciano Baldessari, architetto, scenografo e designer italiano (n. 1896)
- 26 settembre - Franco Calamandrei, partigiano, giornalista e politico italiano (n. 1917)
- 26 settembre - Arnaldo Ginna, pittore, scultore e regista italiano (n. 1890)
- 26 settembre - Roger Joseph Heckel, vescovo cattolico francese (n. 1922)
- 26 settembre - Paul Kollsman, inventore tedesco (n. 1900)
- 26 settembre - Max Kämpf, pittore svizzero (n. 1912)
- 28 settembre - Mabel Albertson, attrice statunitense (n. 1901)
- 28 settembre - Chu Yung-kwang, calciatore sudcoreano (n. 1931)
- 29 settembre - Lucy Griffiths, attrice britannica (n. 1919)
- 29 settembre - René Herbst, architetto e designer francese (n. 1891)
- 29 settembre - Mat, illustratore e fumettista francese (n. 1895)
- 30 settembre - Bill George, giocatore di football americano statunitense (n. 1929)
- 30 settembre - H. W. Janson, storico dell'arte tedesco (n. 1913)
- 30 settembre - Önder Mustafaoğlu, calciatore turco (n. 1953)

## Ottobre(105)
- 1º ottobre - Clériston Andrade, politico e religioso brasiliano (n. 1925)
- 1º ottobre - Finn Berstad, dirigente sportivo e calciatore norvegese (n. 1901)
- 1º ottobre - Dag Henriksen, calciatore norvegese (n. 1928)
- 2 ottobre - William Bernbach, pubblicitario statunitense (n. 1911)
- 2 ottobre - Maye Brandt, modella venezuelana (n. 1961)
- 2 ottobre - Lino Salvini, medico italiano (n. 1925)
- 3 ottobre - Roger Claessen, calciatore belga (n. 1941)
- 3 ottobre - Vivien Merchant, attrice britannica (n. 1929)
- 3 ottobre - Noel Sickles, fumettista e illustratore statunitense (n. 1910)
- 4 ottobre - Ahmed Hasan al-Bakr, generale e politico iracheno (n. 1914)
- 4 ottobre - Glenn Gould, pianista, compositore e clavicembalista canadese (n. 1932)
- 4 ottobre - Easy Parham, cestista statunitense (n. 1921)
- 4 ottobre - Kunwar Indrajit Singh, politico nepalese (n. 1906)
- 4 ottobre - Stefanos Stefanopoulos, politico greco (n. 1898)
- 5 ottobre - Eugen Allwein, alpinista, medico e sportivo tedesco (n. 1900)
- 6 ottobre - Duilio Santagostino, calciatore italiano (n. 1914)
- 6 ottobre - Jan Truhlář, calciatore cecoslovacco (n. 1913)
- 7 ottobre - Guido Chiarelli, ingegnere italiano (n. 1902)
- 7 ottobre - Elio Di Mella, carabiniere italiano (n. 1952)
- 7 ottobre - Josef Lanzendörfer, bobbista cecoslovacco (n. 1907)
- 8 ottobre - Benito Atzei, carabiniere italiano (n. 1934)
- 8 ottobre - Giovanni Breviario, tenore italiano (n. 1891)
- 8 ottobre - Fernando Lamas, attore, regista e nuotatore argentino (n. 1915)
- 8 ottobre - Philip Noel-Baker, mezzofondista, politico e diplomatico britannico (n. 1889)
- 8 ottobre - Antonín Novák, calciatore cecoslovacco (n. 1907)
- 8 ottobre - Václav Svatoň, calciatore cecoslovacco (n. 1915)
- 8 ottobre - Giorgio Ursi, pistard italiano (n. 1942)
- 9 ottobre - Anna Freud, psicoanalista austriaca (n. 1895)
- 10 ottobre - Ettore Mattia, attore italiano (n. 1910)
- 11 ottobre - Elías Castelnuovo, scrittore, poeta e saggista uruguaiano (n. 1893)
- 11 ottobre - Armando Di Natale, mafioso italiano (n. 1941)
- 11 ottobre - Andrea Minasso, ciclista su strada italiano (n. 1910)
- 12 ottobre - John Brahm, regista e attore tedesco (n. 1893)
- 12 ottobre - Ignazio Messina, imprenditore e armatore italiano (n. 1903)
- 12 ottobre - Per-Olof Olsson, nuotatore svedese (n. 1918)
- 12 ottobre - Howard Sackler, drammaturgo e sceneggiatore statunitense (n. 1929)
- 12 ottobre - Nayef ibn 'Abd Allah, principe e militare giordano (n. 1914)
- 13 ottobre - Elio Tiriolo, politico italiano (n. 1927)
- 14 ottobre - Virginia Fox, attrice statunitense (n. 1902)
- 14 ottobre - Daniel Joseph Kelly O'Connell, sismologo, astronomo e gesuita irlandese (n. 1896)
- 14 ottobre - Otto von Porat, pugile norvegese (n. 1903)
- 15 ottobre - Riccardo Bauer, storico, giornalista e politico italiano (n. 1896)
- 15 ottobre - Rachel Cohen-Kagan, politica israeliana (n. 1888)
- 15 ottobre - Tito Petralia, direttore d'orchestra e compositore italiano (n. 1896)
- 15 ottobre - Elsie Randolph, attrice inglese (n. 1904)
- 15 ottobre - Charles Samaran, archivista e storico francese (n. 1879)
- 16 ottobre - Giuseppe Mario Boidi, politico italiano (n. 1893)
- 16 ottobre - Mario Del Monaco, tenore italiano (n. 1915)
- 16 ottobre - Paolo Heusch, regista e sceneggiatore italiano (n. 1924)
- 16 ottobre - Rip McManus, sciatore alpino statunitense (n. 1939)
- 16 ottobre - Oldřich Nývlt, calciatore cecoslovacco (n. 1912)
- 16 ottobre - Hans Selye, medico austriaco (n. 1907)
- 17 ottobre - George Atlee Goodling, politico statunitense (n. 1896)
- 18 ottobre - Umberto Baldini, fantino italiano (n. 1904)
- 18 ottobre - Dwain Esper, regista e produttore cinematografico statunitense (n. 1892)
- 18 ottobre - Pierre Mendès France, politico francese (n. 1907)
- 18 ottobre - Bess Truman, first lady statunitense (n. 1885)
- 18 ottobre - Beppe Viola, giornalista, scrittore e telecronista sportivo italiano (n. 1939)
- 18 ottobre - Hermann von Rigele, militare austro-ungarico (n. 1891)
- 19 ottobre - Gian Paolo Callegari, giornalista, scrittore e sceneggiatore italiano (n. 1909)
- 19 ottobre - Pietro Germano, politico e partigiano italiano (n. 1920)
- 19 ottobre - Piero Ricci, calciatore italiano (n. 1923)
- 20 ottobre - Elvira Cortese, attrice italiana (n. 1910)
- 20 ottobre - Jimmy McGrory, calciatore e allenatore di calcio scozzese (n. 1904)
- 20 ottobre - Korczak Ziolkowski, scultore statunitense (n. 1908)
- 21 ottobre - Jozef Kollár, pittore slovacco (n. 1899)
- 21 ottobre - Ugo Facco De Lagarda, scrittore e partigiano italiano (n. 1896)
- 21 ottobre - Sylvia Lance Harper, tennista australiana (n. 1895)
- 21 ottobre - Radka Toneff, cantautrice e compositrice norvegese (n. 1952)
- 21 ottobre - Stan Zadel, cestista statunitense (n. 1916)
- 22 ottobre - Savitri Devi, scrittrice e poetessa greca (n. 1905)
- 22 ottobre - Antonio Greppi, politico, scrittore e commediografo italiano (n. 1894)
- 22 ottobre - Leo Losert, canottiere austriaco (n. 1902)
- 22 ottobre - Manlio Lupinacci, giornalista e politico italiano (n. 1903)
- 22 ottobre - Maura Soshin O'Halloran, monaca buddhista e scrittrice irlandese (n. 1955)
- 22 ottobre - Jurij Pantjuchov, hockeista su ghiaccio sovietico (n. 1931)
- 22 ottobre - Siegmund Warburg, banchiere tedesco (n. 1902)
- 23 ottobre - Oscar Comazzi, imprenditore italiano (n. 1910)
- 23 ottobre - Il'ja Michajlovič Lifšic, fisico sovietico (n. 1917)
- 23 ottobre - Gary Suiter, cestista statunitense (n. 1945)
- 24 ottobre - Lottice Howell, cantante e attrice statunitense (n. 1897)
- 25 ottobre - Karl Bruckner, scrittore austriaco (n. 1906)
- 25 ottobre - Bill Eckersley, calciatore inglese (n. 1925)
- 25 ottobre - Werner Naumann, funzionario e politico tedesco (n. 1909)
- 25 ottobre - Arvid Wallman, tuffatore svedese (n. 1901)
- 26 ottobre - Pietro Accorsi, antiquario italiano (n. 1891)
- 26 ottobre - Giovanni Benelli, cardinale e arcivescovo cattolico italiano (n. 1921)
- 26 ottobre - Louis Dufour, hockeista su ghiaccio svizzero (n. 1901)
- 26 ottobre - Edmund Majowski, allenatore di calcio e calciatore polacco (n. 1910)
- 26 ottobre - Valerio Zurlini, regista e sceneggiatore italiano (n. 1926)
- 27 ottobre - Jean Filliozat, storico delle religioni e orientalista francese (n. 1906)
- 27 ottobre - Abba Lerner, economista statunitense (n. 1903)
- 27 ottobre - Josef Medřický, pallanuotista cecoslovacco (n. 1908)
- 27 ottobre - Veličko Veličkov, tiratore a segno bulgaro (n. 1934)
- 27 ottobre - Miguel Ydígoras Fuentes, generale e politico guatemalteco (n. 1895)
- 28 ottobre - Phyllis Covell, tennista britannica (n. 1895)
- 29 ottobre - Lamberto Dalla Costa, bobbista italiano (n. 1920)
- 29 ottobre - Sidney Kirkman, generale inglese (n. 1895)
- 29 ottobre - William Lloyd Webber, organista e compositore britannico (n. 1914)
- 29 ottobre - Richard Wahl, schermidore tedesco (n. 1906)
- 30 ottobre - Angelo Ephrikian, violinista, direttore d'orchestra e compositore italiano (n. 1913)
- 30 ottobre - Karl Ragnar Gierow, regista, scrittore e traduttore svedese (n. 1904)
- 30 ottobre - Iryna Vil'de, scrittrice ucraina (n. 1907)
- 30 ottobre - Raúl Toro, calciatore cileno (n. 1911)
- 31 ottobre - Miguel Oltra, presbitero spagnolo (n. 1911)

## Novembre(116)
- 1º novembre - James Broderick, attore statunitense (n. 1927)
- 1º novembre - Hans Drakenberg, schermidore svedese (n. 1901)
- 1º novembre - Otto Rüfenacht, schermidore svizzero (n. 1919)
- 1º novembre - Jun John Sakurai, fisico giapponese (n. 1933)
- 1º novembre - King Vidor, regista, sceneggiatore e produttore cinematografico statunitense (n. 1894)
- 2 novembre - Carol Dunlop, scrittrice, traduttrice e fotografa canadese (n. 1946)
- 2 novembre - Noble Jorgensen, cestista statunitense (n. 1925)
- 2 novembre - Konstantin Kvašnin, allenatore di calcio e calciatore sovietico (n. 1898)
- 2 novembre - Vasilij Rudenkov, martellista sovietico (n. 1931)
- 3 novembre - Lucia de Brouckère, chimica belga (n. 1904)
- 3 novembre - Alejandro Bustillo, architetto, pittore e scultore argentino (n. 1889)
- 3 novembre - Edward Carr, storico, giornalista e diplomatico britannico (n. 1892)
- 3 novembre - Vittorio Coccia, calciatore e allenatore di calcio italiano (n. 1918)
- 4 novembre - Carlo Cantalamessa, scultore e medaglista italiano (n. 1909)
- 4 novembre - Dominique Dunne, attrice statunitense (n. 1959)
- 4 novembre - Rayford Logan, storico e attivista statunitense (n. 1897)
- 4 novembre - Alicia Penalba, scultrice argentina (n. 1918)
- 4 novembre - Jacques Tati, regista, attore e mimo francese (n. 1907)
- 5 novembre - Yves Ciampi, regista e sceneggiatore francese (n. 1921)
- 5 novembre - Miloš Klimek, calciatore cecoslovacco (n. 1924)
- 6 novembre - Paul Balog, numismatico, archeologo e medico ungherese (n. 1900)
- 6 novembre - Marc Gilbert, conduttore televisivo, critico letterario e giornalista francese (n. 1934)
- 6 novembre - Austin Loomer Rand, zoologo canadese (n. 1905)
- 6 novembre - Shirō Teshima, calciatore giapponese (n. 1907)
- 7 novembre - Guy Dugdale, bobbista britannico (n. 1905)
- 7 novembre - Oscar Forel, psichiatra svizzero (n. 1891)
- 8 novembre - Jimmy Dickinson, allenatore di calcio e calciatore inglese (n. 1925)
- 8 novembre - Bruno Gerzelli, calciatore italiano (n. 1925)
- 8 novembre - Higinio Ortúzar, calciatore e allenatore di calcio cileno (n. 1915)
- 8 novembre - Gerard Wodarz, calciatore e allenatore di calcio polacco (n. 1913)
- 9 novembre - Faustino Barbina, politico italiano (n. 1900)
- 10 novembre - Leonid Il'ič Brežnev, politico e militare sovietico (n. 1906)
- 10 novembre - Roy Coffin, hockeista su prato statunitense (n. 1898)
- 10 novembre - Miriam Ottenberg, giornalista statunitense (n. 1914)
- 10 novembre - Elio Petri, regista, sceneggiatore e critico cinematografico italiano (n. 1929)
- 11 novembre - Santiago Amat, velista spagnolo (n. 1887)
- 12 novembre - Sula Benet, antropologa polacca (n. 1903)
- 12 novembre - Patrick Cowley, musicista statunitense (n. 1950)
- 12 novembre - Kim Ji-sung, calciatore sudcoreano (n. 1924)
- 12 novembre - Kåre Kongsvik, calciatore norvegese (n. 1902)
- 12 novembre - Eduardo Mallea, scrittore e saggista argentino (n. 1903)
- 12 novembre - Dorothy Round Little, tennista britannica (n. 1908)
- 13 novembre - Ángel Magaña, attore argentino (n. 1915)
- 13 novembre - Gianni Pavovich, violinista italiano (n. 1897)
- 14 novembre - Pëtr Ionovič Jakir, storico sovietico (n. 1923)
- 14 novembre - Calogero Zucchetto, poliziotto italiano (n. 1955)
- 15 novembre - Vinoba Bhave, filosofo, attivista e scrittore indiano (n. 1895)
- 15 novembre - Achille Lauro, armatore, politico e editore italiano (n. 1887)
- 15 novembre - Flaviarosa Rossini, ispanista e traduttrice italiana
- 15 novembre - Jaromír Skála, calciatore e allenatore di calcio cecoslovacco (n. 1907)
- 15 novembre - Allen Woodring, velocista statunitense (n. 1898)
- 16 novembre - Pavel Sergeevič Aleksandrov, matematico sovietico (n. 1896)
- 16 novembre - Arthur Askey, attore e comico britannico (n. 1900)
- 16 novembre - Al Haig, pianista statunitense (n. 1924)
- 16 novembre - Paolo Perilli, ingegnere e architetto italiano (n. 1904)
- 17 novembre - Ruth Donnelly, attrice statunitense (n. 1896)
- 17 novembre - Eduard Tubin, compositore e direttore d'orchestra estone (n. 1905)
- 17 novembre - Felix von Heijden, calciatore olandese (n. 1890)
- 18 novembre - Kim Duk Koo, pugile sudcoreano (n. 1955)
- 18 novembre - Heinar Kipphardt, drammaturgo tedesco (n. 1922)
- 18 novembre - Adolfo Guido Lavalle, schermidore argentino (n. 1912)
- 18 novembre - Giacomo Valentini, calciatore italiano (n. 1915)
- 19 novembre - Ko Bergman, calciatore olandese (n. 1913)
- 19 novembre - Ernesto Colli, attore italiano (n. 1940)
- 19 novembre - Erving Goffman, sociologo canadese (n. 1922)
- 19 novembre - Luigi Zerbinati, attore italiano (n. 1909)
- 19 novembre - Toña la Negra, cantante e attrice messicana (n. 1912)
- 20 novembre - Francesco Bruno, giornalista, critico letterario e scrittore italiano (n. 1899)
- 20 novembre - Salvatore Minore, mafioso italiano (n. 1927)
- 21 novembre - Maria Luisa Boncompagni, conduttrice radiofonica italiana (n. 1892)
- 21 novembre - Georges Chamarat, attore francese (n. 1901)
- 21 novembre - Pierre Gaxotte, giornalista e storico francese (n. 1895)
- 21 novembre - John Hargrave, politico britannico (n. 1894)
- 21 novembre - Lucio Lombardo Radice, matematico, pedagogista e politico italiano (n. 1916)
- 21 novembre - Lee Patrick, attrice statunitense (n. 1901)
- 21 novembre - Arturo Rodríguez, pugile e rugbista a 15 argentino (n. 1907)
- 21 novembre - Joseph Sica, mafioso statunitense (n. 1911)
- 22 novembre - Jean Batten, aviatrice neozelandese (n. 1909)
- 22 novembre - Max Deutsch, musicista, compositore e insegnante austriaco (n. 1892)
- 22 novembre - Benedetto Majorana della Nicchiara, politico italiano (n. 1899)
- 22 novembre - Stanisław Ostrowski, politico e medico polacco (n. 1892)
- 22 novembre - Josef Alfons Tscherrig, vescovo cattolico e missionario svizzero (n. 1903)
- 22 novembre - Juan Urkizu, calciatore e allenatore di calcio spagnolo (n. 1901)
- 23 novembre - Adoniran Barbosa, cantante, compositore e attore brasiliano (n. 1910)
- 23 novembre - Heinrich Hiltl, calciatore austriaco (n. 1910)
- 23 novembre - Lima Barreto, regista, sceneggiatore e attore brasiliano (n. 1906)
- 23 novembre - Hans Schwarzentruber, ginnasta svizzero (n. 1929)
- 24 novembre - Benny Friedman, allenatore di football americano e giocatore di football americano statunitense (n. 1905)
- 24 novembre - Barack Obama, economista keniota (n. 1934)
- 24 novembre - Eino Penttilä, giavellottista finlandese (n. 1906)
- 25 novembre - Walt Ader, pilota automobilistico statunitense (n. 1912)
- 25 novembre - Carlos Borja, cestista messicano (n. 1913)
- 25 novembre - Angelo Pomponi, calciatore italiano (n. 1912)
- 26 novembre - Robert Coote, attore britannico (n. 1909)
- 26 novembre - Willy Schärer, mezzofondista svizzero (n. 1903)
- 26 novembre - Dan Tobin, attore statunitense (n. 1910)
- 27 novembre - Camillo Bertarelli, ciclista su strada italiano (n. 1886)
- 27 novembre - Ermanno Buffa di Perrero, insegnante italiano (n. 1908)
- 27 novembre - Ludovico Paternò delle Sciare, militare e partigiano italiano (n. 1908)
- 27 novembre - René Quitral, calciatore cileno (n. 1920)
- 27 novembre - Alessandro Trabucchi, militare italiano (n. 1892)
- 27 novembre - Nina Šaternikova, attrice sovietica (n. 1902)
- 28 novembre - Elena di Grecia, regina (n. 1896)
- 29 novembre - Hermann Balck, generale tedesco (n. 1893)
- 29 novembre - Jurij Kazakov, scrittore sovietico (n. 1927)
- 29 novembre - Paolo Monti, fotografo italiano (n. 1908)
- 29 novembre - Jaroslav Šifer, calciatore jugoslavo (n. 1895)
- 29 novembre - Percy Williams, velocista canadese (n. 1908)
- 30 novembre - Léon Camille Marius Croizat, biologo, botanico e esploratore italiano (n. 1894)
- 30 novembre - Armando Farro, calciatore argentino (n. 1922)
- 30 novembre - Verna Fields, montatrice statunitense (n. 1918)
- 30 novembre - Adolf Heusinger, generale tedesco (n. 1897)
- 30 novembre - Rosario Riccobono, mafioso italiano (n. 1929)
- 30 novembre - Hohan Sōken, karateka e maestro di karate giapponese (n. 1891)
- 30 novembre - Aldo Vidussoni, politico e militare italiano (n. 1914)
- 30 novembre - Rolf Wanka, attore austriaco (n. 1901)

## Dicembre(99)
- 1º dicembre - Lallo Gori, compositore italiano (n. 1927)
- 1º dicembre - Hugh Plaxton, hockeista su ghiaccio canadese (n. 1904)
- 1º dicembre - Hossein Sadaghiani, allenatore di calcio e calciatore iraniano (n. 1903)
- 2 dicembre - Marty Feldman, comico, attore e sceneggiatore britannico (n. 1934)
- 2 dicembre - Giovanni Ferrari, calciatore e allenatore di calcio italiano (n. 1907)
- 3 dicembre - Renato Vignolini, allenatore di calcio e calciatore italiano (n. 1906)
- 5 dicembre - Heinrich Hertel, ingegnere aeronautico tedesco (n. 1904)
- 5 dicembre - Giuseppe Marchiori, critico d'arte italiano (n. 1901)
- 5 dicembre - Eduardo Sainz de la Maza, chitarrista e compositore spagnolo (n. 1903)
- 7 dicembre - Charles Brooks, criminale statunitense (n. 1942)
- 7 dicembre - José Echeveste, calciatore spagnolo (n. 1899)
- 7 dicembre - Bertus de Harder, calciatore olandese (n. 1920)
- 7 dicembre - Harry Jerome, velocista canadese (n. 1940)
- 7 dicembre - Edvard Westerlund, lottatore finlandese (n. 1901)
- 8 dicembre - József Ember, allenatore di calcio e calciatore ungherese (n. 1908)
- 8 dicembre - Edith Jacobson, psicoanalista statunitense (n. 1897)
- 8 dicembre - André Kamperveen, calciatore, dirigente sportivo e politico surinamese (n. 1924)
- 8 dicembre - Marty Robbins, cantautore, musicista e pilota automobilistico statunitense (n. 1925)
- 8 dicembre - Ján Smrek, poeta, scrittore e giornalista slovacco (n. 1898)
- 9 dicembre - Janusz Patrzykont, cestista e allenatore di pallacanestro polacco (n. 1912)
- 10 dicembre - Raúl Banfi, calciatore uruguaiano (n. 1914)
- 10 dicembre - Roy Webb, compositore statunitense (n. 1888)
- 11 dicembre - Worthington Miner, regista, produttore cinematografico e sceneggiatore statunitense (n. 1900)
- 11 dicembre - Adolfo Quilico, chimico italiano (n. 1902)
- 12 dicembre - Lucia Joyce, ballerina italiana (n. 1907)
- 12 dicembre - Siegfried Reischieß, cestista tedesco (n. 1909)
- 13 dicembre - George Grube, politico e attivista canadese (n. 1899)
- 14 dicembre - Achille Adriani, archeologo italiano (n. 1905)
- 14 dicembre - Melkiorre Melis, artista italiano (n. 1889)
- 14 dicembre - Pengiran Anak Mohammad Alam, principe e politico bruneiano (n. 1918)
- 15 dicembre - Callista di Lippe, tedesca (n. 1895)
- 15 dicembre - Adalberto di Savoia-Genova, generale italiano (n. 1898)
- 16 dicembre - Colin Chapman, ingegnere, pilota automobilistico e imprenditore britannico (n. 1928)
- 16 dicembre - Heinrich Christian Siekmeier, politico tedesco (n. 1901)
- 17 dicembre - Vittorio Gorresio, giornalista e saggista italiano (n. 1910)
- 17 dicembre - Philipp Jarnach, compositore e direttore d'orchestra tedesco (n. 1892)
- 17 dicembre - Leonid Borisovič Kogan, violinista sovietico (n. 1924)
- 17 dicembre - Big Joe Williams, chitarrista e cantante statunitense (n. 1903)
- 18 dicembre - Attilio Germano, politico italiano (n. 1903)
- 18 dicembre - Harry Glantz, trombettista ucraino (n. 1896)
- 18 dicembre - Keogh Gleason, scenografo statunitense (n. 1906)
- 18 dicembre - Hans Hahn, aviatore tedesco (n. 1914)
- 18 dicembre - Bernard Malivoire, canottiere francese (n. 1938)
- 18 dicembre - Willi Multhaup, allenatore di calcio tedesco (n. 1903)
- 18 dicembre - Hans-Ulrich Rudel, aviatore tedesco (n. 1916)
- 18 dicembre - Wu Yonggang, regista cinese (n. 1907)
- 19 dicembre - Dwight Macdonald, scrittore, filosofo e sociologo statunitense (n. 1906)
- 19 dicembre - Renato Righetti, scultore e pittore italiano (n. 1905)
- 19 dicembre - Boris Smirnov, attore sovietico (n. 1908)
- 19 dicembre - Frederick Emmons Terman, ingegnere statunitense (n. 1900)
- 20 dicembre - Raisa Aronova, aviatrice russa (n. 1920)
- 20 dicembre - Friedrich Buchardt, militare tedesco (n. 1909)
- 20 dicembre - Karol Dobay, calciatore cecoslovacco (n. 1928)
- 20 dicembre - Arthur Rubinstein, pianista polacco (n. 1887)
- 21 dicembre - Charles Hapgood, storico statunitense (n. 1904)
- 21 dicembre - Pierre Voizard, politico e funzionario francese (n. 1896)
- 22 dicembre - Maria Luisa Astaldi, scrittrice, critico letterario e giornalista italiana (n. 1899)
- 22 dicembre - Giancarlo Cappelli, montatore italiano (n. 1912)
- 23 dicembre - Vit'ali Daraselia, calciatore sovietico (n. 1957)
- 23 dicembre - Gino Corrado, attore italiano (n. 1893)
- 23 dicembre - Teseo Taddia, martellista italiano (n. 1920)
- 23 dicembre - Jack Webb, attore, regista e sceneggiatore statunitense (n. 1920)
- 24 dicembre - Louis Aragon, poeta e scrittore francese (n. 1897)
- 24 dicembre - Maurice Biraud, attore e conduttore radiofonico francese (n. 1922)
- 24 dicembre - Sigismondo Chigi Albani della Rovere, IX principe di Farnese, principe italiano (n. 1894)
- 24 dicembre - Silvio Milazzo, politico italiano (n. 1903)
- 24 dicembre - Atanasij Velykyj, storico e presbitero ucraino (n. 1918)
- 25 dicembre - Antonio Daniele, politico italiano (n. 1903)
- 25 dicembre - Mario Fiorentino, architetto e urbanista italiano (n. 1918)
- 25 dicembre - Helen Foster, attrice statunitense (n. 1906)
- 25 dicembre - Emma Galli, pittrice italiana (n. 1893)
- 25 dicembre - Giuseppe Norsa, calciatore italiano (n. 1898)
- 26 dicembre - Riccardo Bee, alpinista italiano (n. 1947)
- 26 dicembre - Antoine Gimenez, anarchico e rivoluzionario italiano (n. 1910)
- 26 dicembre - Elbira Zipitria, pedagoga spagnola (n. 1906)
- 27 dicembre - Alessandro Cucciolini, calciatore italiano (n. 1904)
- 27 dicembre - Paul Nowak, cestista statunitense (n. 1914)
- 27 dicembre - Jack Swigert, astronauta statunitense (n. 1931)
- 28 dicembre - Antonio Attanasio, nuotatore italiano (n. 1950)
- 28 dicembre - Renato Sáinz, calciatore boliviano (n. 1899)
- 29 dicembre - Abramo Allione, produttore discografico, editore e compositore italiano (n. 1895)
- 29 dicembre - Jack Brett, pilota motociclistico britannico (n. 1918)
- 29 dicembre - Max de Terra, pilota automobilistico svizzero (n. 1918)
- 30 dicembre - Giuseppe Aquari, direttore della fotografia italiano (n. 1916)
- 30 dicembre - Luigi Borfico, calciatore italiano (n. 1899)
- 30 dicembre - Kurt Brennecke, generale tedesco (n. 1891)
- 30 dicembre - Ettore Ghiglione, calciatore italiano (n. 1885)
- 30 dicembre - Philip Hall, matematico britannico (n. 1904)
- 30 dicembre - Philippe Hersent, attore francese (n. 1912)
- 30 dicembre - John Main, monaco cristiano britannico (n. 1926)
- 30 dicembre - Avelino Martins, calciatore portoghese (n. 1905)
- 30 dicembre - Remo Rossi, scultore svizzero (n. 1909)
- 30 dicembre - Vinicio Sofia, attore e doppiatore italiano (n. 1907)
- 30 dicembre - Alberto Vargas, pittore e illustratore peruviano (n. 1896)
- 31 dicembre - Nino D'Aroma, politico e giornalista italiano (n. 1902)
- 31 dicembre - Wilhelm Dieckvoß, astronomo tedesco (n. 1908)
- 31 dicembre - Kurt Friedrichs, matematico tedesco (n. 1901)
- 31 dicembre - Otto Hofmann, generale tedesco (n. 1896)
- 31 dicembre - Valerio Mariani, storico dell'arte e critico d'arte italiano (n. 1899)

## Senza giorno specificato(88)
- Mario Acerbi, pittore italiano (n. 1887)
- Richard Adamson, poliziotto britannico (n. 1901)
- Adriana Filippi, pittrice, insegnante e partigiana italiana (n. 1909)
- Sebastiano Aglianò, critico letterario, saggista e italianista italiano (n. 1917)
- Johan Åkerman, economista svedese (n. 1896)
- Oreste Benatti, calciatore italiano (n. 1905)
- Michele Benente, ciclista su strada italiano (n. 1912)
- Mario Brelich, giornalista, scrittore e traduttore italiano (n. 1910)
- John Brennan, giocatore di football americano statunitense (n. 1913)
- Carmelo Buonocore, calciatore italiano (n. 1912)
- Nicola Buracchio, politico italiano (n. 1929)
- James Erwin Böhlke, ittiologo statunitense (n. 1930)
- Carlo Camerlenghi, politico italiano (n. 1899)
- Marius Canard, orientalista e storico francese (n. 1888)
- Corrado Carmassi, pittore italiano (n. 1893)
- Ubaldo Castagnoli, architetto e ingegnere italiano (n. 1902)
- Gisberto Ceracchini, pittore italiano (n. 1899)
- Filippo Cianciàfara Tasca di Cutò, fotografo italiano (n. 1892)
- Luigi Cipriani, politico italiano (n. 1923)
- Otello Cirri, pittore italiano (n. 1908)
- Maria Colombo Sassi, pittrice italiana (n. 1896)
- Gerardo Conforti, cavaliere italiano (n. 1903)
- Luigi Corrado, militare italiano (n. 1890)
- Clifford Curzon, pianista britannico (n. 1907)
- Renato Dall'Ara, regista e sceneggiatore italiano (n. 1924)
- Howard Darrin, designer statunitense (n. 1897)
- Arocle Datti, stilista italiano (n. 1895)
- Paolo Dequarti, imprenditore italiano (n. 1906)
- Enzio Di Poppa Volture, scrittore, poeta e traduttore italiano (n. 1898)
- Mac Dodds, calciatore scozzese (n. 1907)
- Harry Fainlight, poeta statunitense (n. 1935)
- Felice Felicioni, politico italiano (n. 1898)
- Pietro Feltrin, politico italiano (n. 1927)
- Pietro Ferrari, calciatore italiano (n. 1914)
- Maria Ferrero Gussago, artista italiana (n. 1893)
- Emilio Ghione Jr, attore e produttore cinematografico italiano (n. 1911)
- Aldo Giordani, direttore della fotografia italiano (n. 1914)
- Ethel Granger, britannica (n. 1905)
- Ugo Guerra, sceneggiatore e produttore cinematografico italiano (n. 1920)
- Edna Guy, ballerina statunitense (n. 1907)
- Journal Kyaw Ma Ma Lay, giornalista e scrittrice birmana (n. 1917)
- Marcel Homet, archeologo e antropologo francese (n. 1897)
- Harold B. Hudson, aviatore canadese (n. 1898)
- Anton Julen, sciatore di pattuglia militare svizzero (n. 1898)
- Eleanor Kahn, attrice statunitense (n. 1903)
- Khamphoui, regina laotiana (n. 1912)
- Lidija Koreneva, attrice russa (n. 1885)
- Zdeněk Kudrna, pilota motociclistico cecoslovacco (n. 1946)
- Guido Lambertini, ingegnere italiano (n. 1899)
- Carlo Leoni, pittore e illustratore italiano (n. 1925)
- Leo Levi, musicologo italiano (n. 1912)
- Carlo Lodovici, regista, sceneggiatore e attore italiano (n. 1912)
- Ester Lombardo, giornalista e scrittrice italiana (n. 1895)
- Umberto Losi, pittore italiano (n. 1928)
- Giovanni Luzzi, scrittore, poeta e commediografo italiano (n. 1901)
- Aldo Mantia, pianista e compositore italiano (n. 1903)
- Gino Marinacci, flautista, sassofonista e compositore italiano (n. 1926)
- Vittorio Marrama, economista italiano (n. 1914)
- Mohand N'hamoucha, politico marocchino (n. 1873)
- Jorge García Montes, avvocato e politico cubano (n. 1896)
- Bill Moore, allenatore di calcio e calciatore inglese (n. 1913)
- Fernand Moret, pallanuotista svizzero (n. 1905)
- Raimondo Mulinaris, calciatore italiano (n. 1903)
- Rafael Méndez, calciatore boliviano (n. 1904)
- Riccardo Nielsen, musicologo e compositore italiano (n. 1908)
- Michael J. O'Kelly, archeologo irlandese (n. 1915)
- Nino Oppio, alpinista italiano (n. 1906)
- Ermanno Palmieri, calciatore italiano (n. 1921)
- John Pollet, cestista svizzero (n. 1912)
- Enrico Porrello, politico italiano (n. 1896)
- Antonio Rinaldi, poeta e giornalista italiano (n. 1914)
- Domenico Roccia, storico, antifascista e partigiano italiano (n. 1908)
- Emimmo Salvi, regista, sceneggiatore e produttore cinematografico italiano (n. 1926)
- Giulia Scappino Murena, poetessa italiana (n. 1902)
- Karl Schlösser, calciatore tedesco (n. 1912)
- Gertrude Emerson Sen, giornalista, scrittrice e insegnante statunitense (n. 1890)
- Bob Shankly, allenatore di calcio e calciatore scozzese (n. 1910)
- Virgilio Simonetti, pittore italiano (n. 1897)
- Ennio Tamiazzo, pittore e scultore italiano (n. 1911)
- Felix Tarbuk von Sensenhorst, militare austriaco (n. 1893)
- Mario Titi, pittore italiano (n. 1921)
- Giuseppe Vacca, calciatore italiano (n. 1906)
- Enzo Vannucci, architetto e urbanista italiano (n. 1912)
- Giordano Bruno Verdesi, imprenditore e dirigente d'azienda italiano (n. 1906)
- Battista Visconti, ciclista su strada italiano (n. 1905)
- Monique Wilson, sacerdotessa britannica (n. 1928)
- Marisa Zini, traduttrice italiana (n. 1907)
- Ahmad al-Khatib, politico siriano (n. 1933)